# Liste der Kulturdenkmale in der Magdeburger Altstadt
In der Liste der Kulturdenkmale in der Magdeburger Altstadt sind alle Kulturdenkmale der Magdeburger Altstadt aufgelistet. Grundlage ist das Denkmalverzeichnis des Landes Sachsen-Anhalt, das auf Basis des Denkmalschutzgesetzes vom 21. Oktober 1991 erstellt und seither laufend ergänzt wurde (Stand: 31. Dezember 2024).

## Denkmale
| Lage | Bezeichnung | Beschreibung | Erfassungs- nummer | Ausweisungsart                               | Bild |
| --- | --- | --- | ------------------ | -------------------------------------------- | --- |
| verschiedene Stellen (Karte) | Stadtbefestigung | Stadtbefestigung Reste der Anlagen der Magdeburger Stadtbefestigung | 094 71129          | Baudenkmal                                   | Stadtbefestigung |
| Elbuferbereich (Karte) | Stadtmauer | Stadtmauer | 094 06384          | Baudenkmal                                   | Stadtmauer |
| Albrechtstraße 7 (Karte) | Schule | Schule | 094 71024          | Baudenkmal                                   | Weitere Bilder |
| Alter Markt 1, 1a, 2–10 (Karte) | Alter Markt | Platz | 094 82654          | Denkmalbereich                               | Weitere Bilder |
| Alter Markt 1, 1a, Breiter Weg 20, 21, 22 und weitere Häuser (Karte) | Zentraler Platz | Wohn- und Geschäftshäuser zwischen 1953 und 1957 im Stil des sozialistischen Klassizismus erbauter großräumiger Gebäudekomplex von sechs- bis achteinhalbgeschossigen verputzten Gebäuden | 094 17409          | Denkmalbereich                               | Zentraler Platz |
| Alter Markt 1, 1a (Karte) | Wohn- und Geschäftshaus                                                                                               | Wohn- und Geschäftshaus | 094 17409 001      | Teilobjekt eine Denkmalbereichs - Baudenkmal | Wohn- und Geschäftshaus                                                                                               |
| Breiter Weg 20, 21, 22 (Karte) | Wohn- und Geschäftshaus                                                                                               | Wohn- und Geschäftshaus | 094 17409 002      | Teilobjekt eine Denkmalbereichs - Baudenkmal | Wohn- und Geschäftshaus                                                                                               |
| Ernst-Reuter-Allee 6, 8, 10, 12, 16, 18, 20, 2. (Karte) | Wohn- und Geschäftshaus                                                                                               | Wohn- und Geschäftshaus | 094 17409 003      | Teilobjekt eine Denkmalbereichs - Baudenkmal | BW |
| Große Münzstraße 1, 3, 5, 7, 9 (Karte) | Wohn- und Geschäftshaus                                                                                               | Wohn- und Geschäftshaus | 094 17409 004      | Teilobjekt eine Denkmalbereichs - Baudenkmal | Wohn- und Geschäftshaus                                                                                               |
| Hartstraße 1 (Karte) | Wohn- und Geschäftshaus                                                                                               | Wohn- und Geschäftshaus | 094 17409 005      | Teilobjekt eine Denkmalbereichs - Baudenkmal | BW |
| Kleine Münzstraße 1, 2 (Karte) | Wohn- und Geschäftshaus                                                                                               | Wohn- und Geschäftshaus | 094 17409 006      | Teilobjekt eine Denkmalbereichs - Baudenkmal | BW |
| Krügerbrücke 2, 4, 6 (Karte) | Wohn- und Geschäftshaus                                                                                               | Wohn- und Geschäftshaus | 094 17409 007      | Teilobjekt eine Denkmalbereichs - Baudenkmal | BW |
| Otto-von-Guericke-Straße 10 (Karte) | Wohn- und Geschäftshaus                                                                                               | Wohn- und Geschäftshaus | 094 17409 008      | Teilobjekt eine Denkmalbereichs - Baudenkmal | BW |
| Otto-von-Guericke-Straße 104, 105, 106 (Karte) | Wohn- und Geschäftshaus                                                                                               | Wohn- und Geschäftshaus | 094 17409 009      | Teilobjekt eine Denkmalbereichs - Baudenkmal | BW |
| Schweriner Straße 6, 7, 8 (Karte) | Wohn- und Geschäftshaus                                                                                               | Wohn- und Geschäftshaus | 094 17409 010      | Teilobjekt eine Denkmalbereichs - Baudenkmal | Wohn- und Geschäftshaus                                                                                               |
| Ulrichplatz 7, 8, 9, 9a, 10 (Karte) | Wohn- und Geschäftshaus                                                                                               | Wohn- und Geschäftshaus | 094 17409 011      | Teilobjekt eine Denkmalbereichs - Baudenkmal | BW |
| Alter Markt 1, 1a (Karte) | Hauszeichen | Hauszeichen Es sind zwei Hauszeichen, ein Stadtwappen und ein Hauszeichen „Zum weißen Lamm“. | 094 76741          | Baudenkmal                                   | Hauszeichen |
| Alter Markt 2, 3, 4, 5, Hartstraße 2, 3 (Karte) | Häusergruppe Alter Markt 2-5, Hartstraße 2, 3                                                                         | Häusergruppe Die Häusergruppe befindet sich an der Südseite des Platzes. Es ist ein langgestreckter Block im neohistoristischen Stil mit vier Geschoßen. Das Dach ist traufenständig und trägt kleine Dachhäuser. Hinter den Risaliten befinden sich die Treppenhäuser, über den Risaliten sind Dreiecksgiebel. Über den Eingängen befinden sich alte Hauszeichen, diese wurden bei dem Bau im Jahre 1955 wiederverwendet. Die Architekten waren Johannes Kramer und Max Wiegleb. | 094 76740          | Baudenkmal                                   | Häusergruppe Alter Markt 2-5, Hartstraße 2, 3                                                                         |
| Alter Markt 6 (Karte) | Rathaus Magdeburg | Rathaus Das alte Rathaus wurde nach der Zerstörung im Zweiten Weltkrieg von 1957 bis 1969 wieder aufgebaut. | 094 06326          | Baudenkmal                                   | Weitere Bilder |
| Alter Markt 7 (Karte) | Reiterstandbild des heiligen Georg als Drachentöter                                                                   | Skulptur Das Reisterstandbild des heiligen Georg als Drachentöter befand sich ursprünglich als Portalskultptur an dem zwischen 1666 und 1680 erbauten Innungshaus, der späteren Börse. Diese Gebäude wurde 1945 zerstört, die Skulptur blieb erhalten. Es ist eins der wenigen Kulturdenkmale des 17. Jahrhunderts in Magdeburg. | 094 71030          | Baudenkmal                                   | Reiterstandbild des heiligen Georg als Drachentöter                                                                   |
| Alter Markt 9, 10 (Karte) | Hauszeichen am Gebäude Alter Markt 9, 10                                                                              | Hauszeichen Es sind zwei Hauszeichen, „Zur blauen Lilie“ und „Zum Wilden Mann“. | 094 71409          | Kleindenkmal                                 | Hauszeichen am Gebäude Alter Markt 9, 10                                                                              |
| Alter Markt 12, 13, im Durchgang zur Schwertfegergasse (Karte) | Hauszeichen am Gebäude Alter Markt 12, 13                                                                             | Hauszeichen 14 historische Hauszeichen sowie ein historisches Stadtwappen | 094 06418          | Baudenkmal                                   | Hauszeichen am Gebäude Alter Markt 12, 13                                                                             |
| Alter Markt 13, 14, auf der Nordseite des Marktes durch den Neubau Markthalle Magdeburg an der Ecke zur Buttergasse, Zugang über Alter Markt 13 (Karte)                                    | Halle an der Buttergasse                                                                                              | Kellergewölbe aus dem 12./13. Jahrhundert | 094 06314          | Baudenkmal                                   | Halle an der Buttergasse                                                                                              |
| Alter Markt (Karte) | Eulenspiegelbrunnen                                                                                                   | Brunnen Der Eulenspiegelbrunnen wurde 1970 errichtet. | 094 70996          | Baudenkmal                                   | Weitere Bilder |
| Alter Markt (Karte) | Magdeburger Reiter | Entstanden ist der Magdeburger Reiter um 1240. | 094 06409          | Baudenkmal                                   | Weitere Bilder |
| Am Buckauer Tor 2, Carl-Miller-Straße 6, Hallische Straße 3, Sternstraße 12, 13-17 (Karte)                                                                                                 | Kaserne | Kaserne Die ehemalige Trainkaserne wurde von 1884 bis 1887 erbaut. | 094 70955          | Baudenkmal                                   | Weitere Bilder |
| Am Buckauer Tor (Karte) | Straßenzug | Straßenzug | 094 76843          | Baudenkmal                                   | Straßenzug |
| Am Dom 2 (Karte) | Portal | Portal Es ist ein großes Barockportal aus Sandstein. | 094 70989          | Baudenkmal                                   | Portal |
| Am Dom (Karte) | Straßenzug | Straßenzug | 094 76823          | Baudenkmal                                   | Straßenzug |
| Am Krökentor 1b, 2, 3 (Karte) | Berufsbildende Schulen Otto von Guericke                                                                              | Schule 1902–1907 im Stil des Neobarock errichtet | 094 17421          | Baudenkmal                                   | Weitere Bilder |
| Am Krökentor 8 (Karte) | Einfriedungsmauer des Schrote-Exerzierplatzes                                                                         | Backsteinmauer, Einfriedung, Rest der Einfriedung des Schrote-Exerzierplatzes | 094 17421          | Baudenkmal                                   | Einfriedungsmauer des Schrote-Exerzierplatzes                                                                         |
| Bahnhofstraße, Hallische Straße (Karte) | Unterführung Hallische Straße                                                                                         | Unterführung aus der Zeit von 1870 bis 1872 | 094 71166          | Baudenkmal                                   | Unterführung Hallische Straße                                                                                         |
| Bahnhofstraße 9 (Karte) | Magdeburg Hauptbahnhof                                                                                                | Bahnhof | 094 06349          | Baudenkmal                                   | Weitere Bilder |
| Bahnhofstraße 17 (Karte) | Faber-Hochhaus | Bürogebäude | 094 06375          | Baudenkmal                                   | Weitere Bilder |
| Bahnhofstraße 35 (Karte) | Wohnhaus | Wohnhaus | 094 16636          | Baudenkmal                                   | Wohnhaus |
| Bahnhofstraße 35–37, 45, 46; Behringstraße 1–4 und weitere Häuser (Karte) | Stadtteil | südlich der historischen Altstadt, deren Grenze durch die Danzstraße markiert wird | 094 70817          | Denkmalbereich                               | Stadtteil |
| Bahnhofstraße 36 (Karte) | Wohnhaus | Wohnhaus | 094 16781          | Baudenkmal                                   | Wohnhaus |
| Bahnhofstraße 37 (Karte) | Wohnhaus | | 094 16782          | Baudenkmal                                   | Wohnhaus |
| Bahnhofstraße 45 (Karte) | Wohnhaus | | 094 16637          | Baudenkmal                                   | Wohnhaus |
| Bahnhofstraße 46 (Karte) | Wohn- und Geschäftshaus                                                                                               | | 094 16783          | Baudenkmal                                   | Wohn- und Geschäftshaus                                                                                               |
| Behringstraße 1, 2, 3, 4 (Karte) | Häusergruppe | | 094 71016          | Baudenkmal                                   | Häusergruppe |
| Behringstraße 1 (Karte) | Wohnhaus | | 094 16638          | Baudenkmal                                   | Wohnhaus |
| Behringstraße 2 (Karte) | Wohnhaus | | 094 16639          | Baudenkmal                                   | Wohnhaus |
| Behringstraße 3 (Karte) | Wohnhaus | | 094 16784          | Baudenkmal                                   | Wohnhaus |
| Behringstraße 4 (Karte) | Wohnhaus | | 094 16640          | Baudenkmal                                   | Wohnhaus |
| Bei der Hauptwache 4 (Karte) | Neues Rathaus | Bankgebäude 1905/1906 errichtet, Geschäftsstelle des Sparkassen- und Giroverbandes für Sachsen, Thüringen und Anhalt; später Umnutzung zum Verwaltungsgebäude der Stadt Magdeburg | 094 17411          | Baudenkmal                                   | Weitere Bilder |
| Bei der Hauptwache (Karte) | Otto-von-Guericke-Denkmal                                                                                             | Denkmal Das Denkmal wurde 1907 für Otto von Guericke von Carl Echtermeier erschaffen. | 094 06145          | Baudenkmal                                   | Weitere Bilder |
| Bei der Hauptwache (Karte) | Platz | Platz | 094 71162          | Baudenkmal                                   | Weitere Bilder |
| Bei der Hauptwache (Karte) | Eisenbarthbrunnen | Brunnen Der Brunnen wurde 1939 errichtet, der Bildhauer war Fritz von Graevenitz. | 094 06184          | Baudenkmal                                   | Weitere Bilder |
| Bei der Hauptwache (Karte) | Hauszeichen des Brauhauses Zum goldenen Apfel                                                                         | Hauszeichen an der Ostseite des ehemaligen Bankgebäudes angebrachtes Hauszeichen von 1671, ursprünglich am Brauhaus Zum golden Apfel befindlich | 094 71138          | Baudenkmal                                   | Hauszeichen des Brauhauses Zum goldenen Apfel                                                                         |
| Bölschestraße 1a–b, 2, 3 (Karte) | Straßenzug | Straßenzug | 094 18280          | Denkmalbereich                               | Straßenzug |
| Bölschestraße 1a, 1b (Karte) | Wohnhaus | | 094 16641          | Baudenkmal                                   | Wohnhaus |
| Bölschestraße 2 (Karte) | Wohnhaus | | 094 16642          | Baudenkmal                                   | Wohnhaus |
| Bölschestraße 3 (Karte) | Wohnhaus | Das ehemalige Helenenbad wurde in den Jahren 1886 bis 1888 erbaut. Im Hof befand sich ein Volksbad für Haushalte, die über kein Badezimmer verfügten. Von diesem Volksbad ist nicht wesentliches erhalten. Es ist ein fünfgeschossiges Haus mit einem Mansarddach. Die Fassade ist mit Ornamentik aus Putz verziert. In der Mitte der Fassade befindet sich ein risalitähnlicher Erkern von dem zweiten bis zum vierten Geschoss, dieser Erker trägt ein Giebel über die mittlere Achse von drei Achsen. | 094 16785          | Baudenkmal                                   | Wohnhaus |
| Brandenburger Straße 6 (Karte) | Wohn- und Geschäftshaus                                                                                               | | 094 16786          | Baudenkmal                                   | Wohn- und Geschäftshaus                                                                                               |
| Brandenburger Straße 8 (Karte) | Schule | Schule | 094 16787          | Baudenkmal                                   | Schule |
| Brandenburger Straße 9, 10 (Karte) | Hochschulgebäude | | 094 16788          | Baudenkmal                                   | Weitere Bilder |
| Breiter Weg 16, oberhalb Bärstraße (Karte) | Bärbogen | Toranlage Toranlage über der Einmündung der Bärstraße mit Relief Aufbaubeginn | 094 06170          | Baudenkmal                                   | Weitere Bilder |
| Breiter Weg 27, 28, 29, 30 (Karte) | Hauszeichen des Brauhauses Zum roten oder braunen Adler                                                               | einen brandenburger Doppeladler zeigendes ehemaliges Hauszeichen des Brauhauses Zum roten oder braunen Adler | 094 71046          | Baudenkmal                                   | Hauszeichen des Brauhauses Zum roten oder braunen Adler                                                               |
| Breiter Weg, Schopenstraße (Karte) | Katharinenportal | Portal der Sankt-Katharinen-Kirche von 1668 | 094 06324          | Baudenkmal                                   | Katharinenportal |
| Breiter Weg 109 (Karte) | Textilkaufhaus Brenninkmeyer                                                                                          | Kaufhaus 1929 errichtetes Textilkaufhaus Brenninkmeyer; jetzt Sitz der Stadtbibliothek Magdeburg | 094 71041          | Baudenkmal                                   | Textilkaufhaus Brenninkmeyer                                                                                          |
| Breiter Weg 128 (Karte) | GALERIA Magdeburg | Kaufhaus ehemals Centrum Warenhaus | 107 15036          | Baudenkmal                                   | Weitere Bilder |
| Breiter Weg 174, Goldschmiedebrücke 7, 9, 11, 13, 15, 17, 19, Krügerbrücke 1, Ulrichplatz 3–6 (Karte)                                                                                      | Wohn- und Geschäftshaus Breiter Weg 174, Goldschmiedebrücke 7, 9, 11, 13, 15, 17, 19, Krügerbrücke 1, Ulrichplatz 3–6 | Wohn- und Geschäftshaus | 094 71127          | Baudenkmal                                   | Wohn- und Geschäftshaus Breiter Weg 174, Goldschmiedebrücke 7, 9, 11, 13, 15, 17, 19, Krügerbrücke 1, Ulrichplatz 3–6 |
| Breiter Weg 178 (Karte) | Haus des Jakob Cord                                                                                                   | Wohnhaus erbaut 1728–1730 | 094 06331          | Baudenkmal                                   | Weitere Bilder |
| Breiter Weg 179 (Karte) | Zum Ochsenkopf | Wohnhaus erbaut 1727 | 094 71039          | Baudenkmal                                   | Weitere Bilder |
| Breiter Weg 180, Himmelreichstraße 2 (Karte) | Zu den drei goldenen Erkern                                                                                           | Wohn- und Geschäftshaus 1902 im Stil des Neobarocks errichtetes Gebäude | 094 71040          | Baudenkmal                                   | Zu den drei goldenen Erkern                                                                                           |
| Breiter Weg 193, 202, Leiterstraße (Karte) | Keller Breiter Weg 193 und Domkeller                                                                                  | Keller zwei historische Kellergewölbe | 094 06315          | Baudenkmal                                   | Weitere Bilder |
| Breiter Weg 193 (Karte) | Portal des Hauses Zum güldenen Kreuz                                                                                  | Portal spätbarockes Portal, ursprünglich am anderen Standort als Eingang zum Gebäude Zum güldene Kreuz stehend, nach dem Zweiten Weltkrieg an heutigen Standort umgesetzt | 094 06338          | Baudenkmal                                   | Portal des Hauses Zum güldenen Kreuz                                                                                  |
| Breiter Weg 203–206 | Inschriftentafel | zum Gedenken an 1919 erschossene streikende Arbeiter | 094 06152          | Baudenkmal                                   | Inschriftentafel |
| Breiter Weg 203–206 | Inschriftentafel | zum Gedenken an Friedrich Wilhelm von Steuben | 094 17955          | Baudenkmal                                   | Inschriftentafel |
| Breiter Weg 203, 204, 205, 206, Max-Josef-Metzger Straße 5, 6 (Karte) | Hauptpostgebäude | Das Gebäude wurde von 1895 bis 1899 als Hauptpost erbaut. Heute befinden sich in diesem Gebäude das Justizzentrum mit dem Amtsgericht Magdeburg, Sozialgericht Magdeburg, Arbeitsgericht Magdeburg, Verwaltungsgericht Magdeburg, Oberverwaltungsgericht Magdeburg sowie die Staatsanwaltschaft Magdeburg. | 094 06351          | Baudenkmal                                   | Weitere Bilder |
| Breiter Weg 212 (Karte) | Bankgebäude Breiter Weg 212                                                                                           | Im Jahr 1902 im Stil der Neorenaissance errichtetes dreigeschossiges Bankgebäude. Sitz der Volksbank Magdeburg. | 094 16643          | Baudenkmal                                   | Bankgebäude Breiter Weg 212                                                                                           |
| Breiter Weg 212a (Karte) | Wohn- und Geschäftshaus Breiter Weg 212a                                                                              | Im Jahr 1905 im Stil des Neobarock errichtetes viergeschossiges Wohn- und Geschäftshaus. | 094 16644          | Baudenkmal                                   | Wohn- und Geschäftshaus Breiter Weg 212a                                                                              |
| Breiter Weg / Ecke Danzstraße, westlich der Domfreiheit an der Südgrenze der Altstadt (Karte)                                                                                              | Altes Sudenburger Tor                                                                                                 | Toranlage Reste der 1546 entstandenen Toranlage der Festung Magdeburg | 107 15017          | Baudenkmal                                   | Weitere Bilder |
| Breiter Weg 227–229, 229a, 230–232, 232a, 233–256 (Karte) | Straßenzug | Straßenzug | 094 18277          | Baudenkmal                                   | Straßenzug |
| Breiter Weg 227 (Karte) | Wohn- und Geschäftshaus                                                                                               | | 094 16645          | Baudenkmal                                   | Wohn- und Geschäftshaus                                                                                               |
| Breiter Weg 228 (Karte) | Wohn- und Geschäftshaus                                                                                               | | 094 16646          | Baudenkmal                                   | Wohn- und Geschäftshaus                                                                                               |
| Breiter Weg 229, 229a (Karte) | Wohn- und Geschäftshaus Breiter Weg 229, 229a                                                                         | Wohn- und Geschäftshaus 1882 errichtetes Wohn- und Geschäftshaus im Stil der Neorenaissance. | 094 16647          | Baudenkmal                                   | Wohn- und Geschäftshaus Breiter Weg 229, 229a                                                                         |
| Breiter Weg 230 (Karte) | Wohn- und Geschäftshaus Breiter Weg 230                                                                               | Wohn- und Geschäftshaus 1882 als fünf-, jetzt viergeschossiges Gebäude im Stil der Neorenaissance errichtet. | 094 16648          | Baudenkmal                                   | Wohn- und Geschäftshaus Breiter Weg 230                                                                               |
| Breiter Weg 231 (Karte) | Wohn- und Geschäftshaus                                                                                               | | 094 82667          | Baudenkmal                                   | Wohn- und Geschäftshaus                                                                                               |
| Breiter Weg 232 (Karte) | Wohn- und Geschäftshaus                                                                                               | | 094 82668          | Baudenkmal                                   | Wohn- und Geschäftshaus                                                                                               |
| Breiter Weg 232a, Hallische Straße 4, Hasselbachplatz 1–5, Otto-von-Guericke-Straße 56 (Karte)                                                                                             | Platz | | 094 17882          | Denkmalbereich                               | Platz |
| Breiter Weg 232a (Karte) | Wohn- und Geschäftshaus                                                                                               | | 094 17898          | Baudenkmal                                   | Wohn- und Geschäftshaus                                                                                               |
| Breiter Weg 250 (Karte) | Wohnhaus | | 094 16649          | Baudenkmal                                   | Wohnhaus |
| Breiter Weg 252 (Karte) | Wohnhaus | | 094 16650          | Baudenkmal                                   | Wohnhaus |
| Breiter Weg 253 (Karte) | Wohn- und Geschäftshaus                                                                                               | | 094 71100          | Baudenkmal                                   | Wohn- und Geschäftshaus                                                                                               |
| Breiter Weg 255 (Karte) | Wohn- und Geschäftshaus                                                                                               | | 094 16652          | Baudenkmal                                   | Wohn- und Geschäftshaus                                                                                               |
| Breiter Weg 256 (Karte) | Wohnhaus | | 094 16651          | Baudenkmal                                   | Wohnhaus |
| Bürgelstraße 1, 2 (Karte) | Straßenzeile Bürgelstraße 1, 2                                                                                        | Straßenzeile aus dem 19. Jahrhundert | 094 18281          | Baudenkmal                                   | Weitere Bilder |
| Bürgelstraße 1 (Karte) | Wohnhaus | | 094 16653          | Baudenkmal                                   | Wohnhaus |
| Bürgelstraße 2 (Karte) | Wohnhaus | | 094 71035          | Baudenkmal                                   | Wohnhaus |
| Carl-Miller-Straße (Karte) | Uferbefestigung entlang der Klinke                                                                                    | |                    | Baudenkmal                                   | BW |
| Damaschkeplatz, Herbert-Stauch-Straße, Maybachstraße (Karte) | Westlicher Festungsring (Enceinte)                                                                                    | Festungsbauwerk Der westliche Festungsring mit den Kavalieren IV, V, VI und dem Ravelin II befindet sich westlich der Altstadt und der Anlagen des Hauptbahnhofes. Er entstand zwischen 1871 und 1874 und ist in größeren Teilen erhalten. | 094 06383          | Baudenkmal                                   | Westlicher Festungsring (Enceinte)                                                                                    |
| Herbert-Stauch-Straße, zwischen Herbert-Stauch-Straße und Helmstedter Eisenbahnlinie | Festungsbauwerk | Festungsbauwerk | 094 06383 001      | Teilobjekt eines Baudenkmals                 | |
| Bereich Kurtine III-IV | Festungsbauwerk | Festungsbauwerk | 094 06383 002      | Teilobjekt eines Baudenkmals                 | |
| Bereich Kurtine III-IV | Festungsbauwerk | Festungsbauwerk | 094 06383 003      | Teilobjekt eines Baudenkmals                 | |
| Bereich Kurtine III-IV | Festungsbauwerk | Festungsbauwerk | 094 06383 004      | Teilobjekt eines Baudenkmals                 | |
| nördlich der Herbert-Stauch-Straße | Festungsbauwerk | Festungsbauwerk | 094 06383 005      | Teilobjekt eines Baudenkmals                 | |
| Maybachstraße, ehemalige Wallstraße | Festungsbauwerk | Festungsbauwerk | 094 06383 006      | Teilobjekt eines Baudenkmals                 | |
| Maybachstraße | Festungsbauwerk | Festungsbauwerk | 094 06383 007      | Teilobjekt eines Baudenkmals                 | |
| Maybachstraße | Festungsbauwerk | Festungsbauwerk | 094 06383 008      | Teilobjekt eines Baudenkmals                 | |
| Maybachstraße | Festungsbauwerk | Festungsbauwerk | 094 06383 009      | Teilobjekt eines Baudenkmals                 | |
| Maybachstraße 12, westlich der Altstadt und der Bahnanlagen an der Maybachstraße, Flur 152, Flurstück 10063 und andere                                                                     | Festungsbauwerk | Festungsbauwerk | 094 06383 010      | Teilobjekt eines Baudenkmals                 | |
| zwischen Herbert-Stauch-Straße und Damaschkeplatz | Festungsbauwerk | Festungsbauwerk | 094 06383 011      | Teilobjekt eines Baudenkmals                 | |
| Maybachstraße, bei Kavalier IV | Festungsbauwerk | Festungsbauwerk | 094 06383 012      | Teilobjekt eines Baudenkmals                 | |
| südlich Ravelin II bis zur Maybachstraße | Festungsbauwerk | Festungsbauwerk | 094 06383 013      | Teilobjekt eines Baudenkmals                 | |
| südlich Ravelin II, Bereich Kurtine IV-V | Festungsbauwerk | Festungsbauwerk | 094 06383 014      | Teilobjekt eines Baudenkmals                 | |
| Koordinaten fehlen! Hilf mit. | Festungsbauwerk | Festungsbauwerk | 094 06383 015      | Teilobjekt eines Baudenkmals                 | |
| Ravelin II | Festungsbauwerk | Festungsbauwerk | 094 06383 016      | Teilobjekt eines Baudenkmals                 | |
| nördlich Ravelin II, Bereich Kurtine V-VI | Festungsbauwerk | Festungsbauwerk | 094 06383 017      | Teilobjekt eines Baudenkmals                 | |
| nördlich Ravelin II, Bereich Kurtine V-VI | Festungsbauwerk | Festungsbauwerk | 094 06383 018      | Teilobjekt eines Baudenkmals                 | |
| nördlich Damaschkeplatz | Festungsbauwerk | Festungsbauwerk | 094 06383 019      | Teilobjekt eines Baudenkmals                 | |
| Danzstraße 1 (Karte) | Geschäftshaus | Geschäftshaus | 094 82786          | Baudenkmal                                   | Geschäftshaus |
| Danzstraße 11, 11a, 12, 13 (Karte) | Straßenzug | | 094 76752          | Denkmalbereich                               | Straßenzug |
| Danzstraße 12 (Karte) | Wohnhaus | | 094 16654          | Baudenkmal                                   | Wohnhaus |
| Danzstraße (Karte) | Brunnen | Der Immermannbrunnen wurde im Jahre 1899 errichtet, allerdings stand er ursprünglich vor dem Stadttheater an der heutigen Otto-von-Guericke-Straße. Der Brunnen erinnert an Karl Leberecht Immermann, ein Schriftsteller, Lyriker und Dramatiker. Im Jahre 1996 wurde er dann hier, in der Danzstraße aufgestellt, in diesem Jahr jährte sich der 200. Geburtstag Immermanns. Vor einer halbrunden Mauer befindet sich ein Bassin, in der Mitte eine Bronzebüste Immermans. Auf der Mauer befinden sich Szenen aus Bronze aus den Werken des Schriftsllers. Der Bildhauer war Carl Echtermeier.                                                                               | 094 75328          | Baudenkmal                                   | Weitere Bilder |
| Domplatz 1, 1a, 2–9 (Karte) | Domplatz | Platz Einziger weitgehend in seinem ursprünglichen Zustand erhaltener Stadtplatz Magdeburgs, an Nord- und Ostseite mit geschlossener barocker Bebauung. | 094 82675          | Denkmalbereich                               | Weitere Bilder |
| Domplatz 1 (Karte) | Ausfahrt an der Möllenvogtei                                                                                          | Stadttor | 094 82675          | Baudenkmal                                   | Ausfahrt an der Möllenvogtei                                                                                          |
| Domplatz 1a (Karte) | Neue Möllenvogtei | Vogtei dreigeschossiges barockes Gebäude aus den Jahren 1744/1745 | 094 06336          | Baudenkmal                                   | Neue Möllenvogtei |
| Domplatz 1b, zwischen Fürstenwall, Remtergang und Domplatz 1b, 2-4 (Karte) | Garten der Möllenvogtei                                                                                               | Garten | 094 76781          | Baudenkmal                                   | Weitere Bilder |
| Domplatz 1b (Karte) | Skulpturen im Möllenvogteigarten                                                                                      | Skulpturen acht beschädigte, nach dem Zweiten Weltkrieg aus den Trümmern geborgene Skulpturen an der Ostseite des Möllenvogteigartens | 094 82772          | Baudenkmal                                   | Weitere Bilder |
| Domplatz 1b, Fürstenwall 3a, Fürstenwall, Große Klosterstraße, Gustav-Adolf-Straße 2, Max-Otten-Straße, Ratswaageplatz 1, Remtergang, Schleinufer, Tränsberg, Wallonerberg 2, 3, 5 (Karte) | Reste der Stadtbefestigung                                                                                            | |                    | Baudenkmal                                   | Reste der Stadtbefestigung                                                                                            |
| Domplatz 1b (Karte) | Alte Möllenvogtei | Vogtei Im Kern spätmittelalterliches Gebäude auf zwei gotischen Kellergeschossen. | 094 70399          | Baudenkmal                                   | Alte Möllenvogtei |
| Domplatz 2, 3 (Karte) | Königlich Preußisches Stadtschloss                                                                                    | Palast Königliches Schloss im Stil des Barock aus dem Jahr 1700 mit Rest der Sankt-Gangolfi-Kapelle | 094 06327          | Baudenkmal                                   | Weitere Bilder |
| Domplatz 2, 3 (Karte) | Gartenhaus am Königlich Preußischen Stadtschloss                                                                      | Gartenhaus eingeschossiges barockes Gartenhaus, 1760 errichtet | 094 75635          | Baudenkmal                                   | Gartenhaus am Königlich Preußischen Stadtschloss                                                                      |
| Domplatz 4 (Karte) | Knautsches Palais | Palais 1732 errichtetes dreigeschossiges barockes Palais | 094 06334          | Baudenkmal                                   | Weitere Bilder |
| Domplatz 4 (Karte) | Mauer hinter Domplatz 4                                                                                               | Mauer 1906 aus spätgotischen Maßwerkelementen der Sankt-Gangolfi-Kapelle errichtete Mauer | 094 71344          | Baudenkmal                                   | Mauer hinter Domplatz 4                                                                                               |
| Domplatz 5 (Karte) | Dechanei | Dechanei dreigeschossiges barockes Gebäude aus der Zeit von 1728 bis 1731, ursprünglich als Domdechanei erbaut, heute als Hotel der Kette Motel one genutzt. | 094 06333          | Baudenkmal                                   | Weitere Bilder |
| Domplatz (Karte) | Sterntor | Toranlage | 094 71182          | Baudenkmal                                   | Weitere Bilder |
| Domplatz 6 (Karte) | Verwaltungsgebäude Domplatz 6                                                                                         | Verwaltungsgebäude in barocker Formensprache 1953 errichtetes Verwaltungsgebäude, heute Teil des Komplexes des Landtages von Sachsen-Anhalt | 107 15043          | Baudenkmal                                   | Weitere Bilder |
| Domplatz 7 (Karte) | Winnebergsches Palais                                                                                                 | Wohnhaus ursprünglich 1724 bis 1728 als Wohnhaus eines Weinhändlers errichtetes barocke Gebäude, heute Sitz des Landtages | 094 06328          | Baudenkmal                                   | Weitere Bilder |
| Domplatz 8 (Karte) | Reinickesches Palais                                                                                                  | Wohnhaus dreigeschossiges barockes Gebäude aus den Jahren 1724/1725, heute Teil des Landtages | 094 06329          | Baudenkmal                                   | Weitere Bilder |
| Domplatz 9 (Karte) | Walrave’sches Palais                                                                                                  | Wohnhaus ehemaliges Wohnhaus, heute Teil des Landtages von Sachsen-Anhalt | 094 06330          | Baudenkmal                                   | Weitere Bilder |
| Domplatz (Karte) | Magdeburger Dom | Dom | 094 06290          | Baudenkmal                                   | Weitere Bilder |
| Editharing (Karte) | Stellwerk Magdeburg Mn                                                                                                | Stellwerk Das Stellwerk befindet sich gegenüber dem Pavillon Edithawinkel 1. Es ist ein viergeschossiges Gebäude mit einem weiter auskragenden sehr flachen Pyramidendach. Das vierte Geschoss ist zur Bahn hin auch über die Ecken verglast. Erbaut wurde das Stellwerk in der Zeit von 1925 bis 1930. | 094 71103          | Baudenkmal                                   | Stellwerk Magdeburg Mn                                                                                                |
| Einsteinstraße 1–4, 4a, 5, 8–12 (Karte) | Straßenzug | Straßenzug | 094 18279          | Denkmalbereich                               | Straßenzug |
| Einsteinstraße 1 (Karte) | Wohnhaus | | 094 16655          | Baudenkmal                                   | Wohnhaus |
| Einsteinstraße 2 (Karte) | Wohn- und Geschäftshaus                                                                                               | | 094 16790          | Baudenkmal                                   | Wohn- und Geschäftshaus                                                                                               |
| Einsteinstraße 3 (Karte) | Wohnhaus | | 094 16656          | Baudenkmal                                   | Wohnhaus |
| Einsteinstraße 4, 4a (Karte) | Wohnhaus | | 094 16657          | Baudenkmal                                   | Wohnhaus |
| Einsteinstraße 5 (Karte) | Wohnhaus | Wohnhaus | 094 16658          | Baudenkmal                                   | Wohnhaus |
| Einsteinstraße 8 (Karte) | Wohn- und Geschäftshaus                                                                                               | | 094 16791          | Baudenkmal                                   | Wohn- und Geschäftshaus                                                                                               |
| Einsteinstraße 9 (Karte) | Wohnhaus | | 094 16659          | Baudenkmal                                   | Wohnhaus |
| Einsteinstraße 10 (Karte) | Wohnhaus | Wohnhaus |                    | Baudenkmal                                   | Wohnhaus |
| Einsteinstraße 11 (Karte) | Wohnhaus | |                    | Baudenkmal                                   | Wohnhaus |
| Einsteinstraße 12 (Karte) | Wohnhaus | | 094 16662          | Baudenkmal                                   | Wohnhaus |
| Einsteinstraße 15 (Karte) | Wohnhaus | | 094 16663          | Baudenkmal                                   | Wohnhaus |
| Erich-Weinert-Straße 27 (Karte) | AMO Kulturhaus | | 094 06167          | Baudenkmal                                   | AMO Kulturhaus |
| Ernst-Reuter-Allee 42 (Karte) | Feuerwache | | 107 15030          | Baudenkmal                                   | Feuerwache |
| Ernst-Reuter-Allee, Zentraler Platz (Karte) | Die Rettungstat des Hauptmann Igor Belikow                                                                            | Plastik Die Rettungstat des Hauptmann Igor Belikow, geschaffen von Heinrich Apel. | 094 16017          | Baudenkmal                                   | Die Rettungstat des Hauptmann Igor Belikow                                                                            |
| Ernst-Reuter-Allee (Karte) | Park | Park |                    | Baudenkmal                                   | Park |
| Erzbergerstraße 13 (Karte) | Wohnhaus Erzbergerstraße 13                                                                                           | Das viereinhalbgeschossige Haus wurde 1897 neobarocken Stil erbaut. | 094 17405          | Baudenkmal                                   | Wohnhaus Erzbergerstraße 13                                                                                           |
| Erzbergerstraße (Karte) | Bastion Halberstadt                                                                                                   | Die Bastion Halberstadt wurde von 1680 bis 1713 erbaut, ist aber nur noch in Resten vorhanden. Die Kasematten sind noch gut erhalten. | 094 17408          | Baudenkmal                                   | Bastion Halberstadt                                                                                                   |
| Faßlochsberg 11, 11a (Karte) | Zum Fuchsloch | Wohnhaus fünfgeschossiger Bau vom Ende des 19. Jahrhunderts im Stil der Neorenaissance | 094 16746          | Baudenkmal                                   | Zum Fuchsloch |
| Faßlochsberg 11b (Karte) | Haus Freitag | Wohnhaus fünfgeschossiger Bau vom Ende des 19. Jahrhunderts im Stil der Neorenaissance | 094 71393          | Baudenkmal                                   | Haus Freitag |
| Feuerbachstraße 1, 2, Geißlerstraße 1–4, Harnackstraße 1–12, Planckstraße 1–10, Schellingstraße 2–4, Sternstraße 19–25, Seumestraße 1–4, Steubenallee 1–3, Steubenpark (Karte)             | Sterngelände | Stadtteil | 094 71098          | Denkmalbereich                               | Sterngelände |
| Feuerbachstraße (Karte) | Feuerbachstraße | Straßenzug | 094 18286          | Denkmalbereich                               | Feuerbachstraße |
| Fürstenwall 3 (Karte) | Wohnhaus | Wohnhaus | 094 82773          | Baudenkmal                                   | Wohnhaus |
| Fürstenwall 3a (Karte) | Turm hinter der Ausfahrt der Möllenvogtei                                                                             | Wehrturm | 094 71096          | Baudenkmal                                   | Weitere Bilder |
| Fürstenwall 3b (Karte) | Wohnhaus Fürstenwall 3b                                                                                               | dreigeschossiges Wohnhaus im Stil der italienischen Frührenaissance aus der Zeit um 1850 | 094 70015          | Baudenkmal                                   | Wohnhaus Fürstenwall 3b                                                                                               |
| Fürstenwall (Karte) | Bastion Cleve | Bastion der Festung Magdeburg | 107 15009          | Baudenkmal                                   | Weitere Bilder |
| Fürstenwall, in der Bastion Cleve (Karte) | Wehrturm Cleve | Wehrturm in der Zeit um 1250 entstandener Wehrturm der Magdeburger Stadtbefestigung, 1872/1873 im oberen Teil abgetragen und verfüllt, ab 2003 ausgegraben und wieder aufgemauert | 107 15009 001      | Teilobjekt eines Baudenkmals                 | Wehrturm Cleve |
| Fürstenwall | Zwingermauern | Festungsbauwerk | 107 15009 002      | Teilobjekt eines Baudenkmals                 | |
| Fürstenwall (Karte) | Förder der Bastion Cleve                                                                                              | Festungsbauwerk wohl in den 1530er Jahren entstandene Poterne | 107 15009 003      | Teilobjekt eines Baudenkmals                 | Förder der Bastion Cleve                                                                                              |
| Fürstenwall (Karte) | Fürstenwall | Teil der historischen Stadtbefestigung | 094 70723          | Baudenkmal                                   | Fürstenwall |
| Fürstenwall | Zwingermauern Fürstenwall                                                                                             | Festungsbauwerk | 094 70723 001      | Teilobjekt eines Baudenkmals                 | |
| Fürstenwall | Poterne / Förder | Festungsbauwerk | 094 70723 002      | Teilobjekt eines Baudenkmals                 | |
| Fürstenwall (Karte) | Kiek in de Köken | Wehrturm | 094 70998          | Baudenkmal                                   | Weitere Bilder |
| Fürstenwall, südlich des Turms „Kiek in de Köken“ am Ende des Plastikgartens (Karte) | Elektra | von Rudolf Weber 1950/51 geschaffene Plastik | 107 15032          | Baudenkmal                                   | Weitere Bilder |
| Fürstenwallstraße 10 (Karte) | Hauszeichen Fürstenwallstraße 10                                                                                      | Das Zeichen ist aus Sandstein gefertigt und trägt einen Banner mit Inschrift. | 094 71161          | Baudenkmal                                   | Hauszeichen Fürstenwallstraße 10                                                                                      |
| Fürstenwallstraße 10 (Karte) | Fürstenwallstraße 10                                                                                                  | Das Verwaltungsgebäude des Königlichen Eichamtes wurde im Jahre 1891 erbaut. Es ist ein dreigeschossiges Haus mit einem flachen Satteldach. | 094 76830          | Baudenkmal                                   | Fürstenwallstraße 10                                                                                                  |
| Fürstenwallstraße 19 (Karte) | Wohnhaus Fürstenwallstraße 19                                                                                         | Wohnhaus dreigeschossiges barockes Wohnhaus aus dem Jahr 1723 | 094 82774          | Baudenkmal                                   | Wohnhaus Fürstenwallstraße 19                                                                                         |
| Fürstenwallstraße 20 (Karte) | Verwaltungsgebäude Fürstenwallstraße 20                                                                               | Verwaltungsgebäude Oberpräsidialgebäude der Provinz Sachsen, erbaut 1842 | 094 82775          | Baudenkmal                                   | Weitere Bilder |
| Geißlerstraße 1-3 (Karte) | Straßenzeile | | 094 18282          | Denkmalbereich                               | Straßenzeile |
| Geißlerstraße 1 (Karte) | Wohnhaus | | 094 82682          | Baudenkmal                                   | Wohnhaus |
| Geißlerstraße 2 (Karte) | Wohnhaus | | 094 82683          | Baudenkmal                                   | Wohnhaus |
| Geißlerstraße 3 (Karte) | Wohnhaus | | 094 82684          | Baudenkmal                                   | Wohnhaus |
| Geißlerstraße 4 (Karte) | Hegel-Gymnasium Magdeburg                                                                                             | Schule Das Hegelgymnasium nutzt die Bauten der ehemaligen Bismarckschule (Geißlerstraße / Schleinufer) und der ehemaligen Viktoriaschule (Harnackstraße). Die Viktoriaschule wurde 1913–1919 nach einem Wettbewerbsentwurf des Stuttgarter Architekten Emil Bercher erbaut. | 094 82697          | Baudenkmal                                   | Weitere Bilder |
| Geißlerstraße, Sternstraße 26 (Karte) | Tankstelle | Die Tankstelle wurde als „Standard-Station zur Versorgung von Kraftwagen“ im Jahre 1930 errichtet. Bauherr war die Deutsch-Amerikanische Petroleum Gesellschaft die spätere ESSO in Hamburg. Zu der Tankstelle gehörten weitere Funktionsräume wie ein Zeitungskiosk und eine Toilette. Es handelt sich um einen eingeschossigen Flachbau, dieser ist mit roten Ziegel verblendet. | 094 71190          | Baudenkmal                                   | Tankstelle |
| Goldschmiedebrücke 13, Ecke Regierungsstraße (Karte) | Gedenktafel | Die Gedenktafel für Georg Philipp Telemann wurde im Jahr 1967 angebracht. Der Anlass war der 200. Todestag des Komponisten, der in Magdeburg geboren wurde. Der Bildhauer war Ernst Roßdeutscher. Die Gedenktafel ist ein Medaillon mit dem Porträt des Komponisten. Unter dem Relief befinden sich die Lebensdaten von Teleman, darüber die Inschrift: „Wer vielen nutzen kann tut besser/als wer nur für wenige was schreiber“. Die ursprünglich an einem Haus angebrachte Gedenktafel, steht jetzt frei an einer Stele im Straßenraum. | 094 71173          | Kleindenkmal                                 | Gedenktafel |
| Große Klosterstraße (Karte) | Denkmal | Das Denkmal wurde für Georg Philipp Telemann im Jahre 1981 von Eberhard Roßdeutscher geschaffen. Der Anlass war der 300. Geburtstag des Komponisten. Das Denkmal besteht aus einer Reliefwand. Davor stehen fünf stilisierten Orgelpfeifen mit dem Komponisten und den vier Temperamenten in allegorischer Form. | 094 06175          | Baudenkmal                                   | Weitere Bilder |
| Große Klosterstraße (Karte) | Wallfahrtskapelle zum Ölberg                                                                                          | Fragment der ehemaligen Kapelle | 094 71002          | Baudenkmal                                   | Wallfahrtskapelle zum Ölberg                                                                                          |
| Große Klosterstraße (Karte) | Reste einer romanischen Mauer                                                                                         | zeitweise Teil des Pädagogiums des Klosters Unser Lieben Frauen | 094 06322          | Baudenkmal                                   | Reste einer romanischen Mauer                                                                                         |
| Gustav-Adolf-Straße 2 (Karte) | Stadtbefestigung Gustav-Adolf-Straße                                                                                  | Stadtbefestigung aus dem 13. Jahrhundert südlich der Kaserne Mark | 094 76837          | Baudenkmal                                   | Stadtbefestigung Gustav-Adolf-Straße                                                                                  |
| Gustav-Adolf-Straße 37 (Karte) | Wohn- und Geschäftshaus Gustav-Adolf-Straße 37                                                                        | neobarockes Wohn- und Geschäftshaus von 1897 | 094 17422          | Baudenkmal                                   | Wohn- und Geschäftshaus Gustav-Adolf-Straße 37                                                                        |
| Haeckelstraße 2 (Karte) | Wohnhaus Haeckelstraße 2                                                                                              | Wohnhaus fünfgeschossiges Gebäude im Stil der Neorenaissance aus der Zeit ab 1880 | 094 76765          | Baudenkmal                                   | Wohnhaus Haeckelstraße 2                                                                                              |
| Haeckelstraße 6 (Karte) | Wohnhaus | Wohnhaus | 094 16664          | Baudenkmal                                   | Wohnhaus |
| Haeckelstraße 7 (Karte) | Wohnhaus | Wohnhaus | 094 71203          | Baudenkmal                                   | Wohnhaus |
| Haeckelstraße 9 (Karte) | Wohnhaus | | 094 76766          | Baudenkmal                                   | Wohnhaus |
| Haeckelstraße 9a (Karte) | Wohnhaus | | 094 76767          | Baudenkmal                                   | Wohnhaus |
| Hallische Straße 4 (Karte) | Platz | Platz | 094 77056          | Denkmalbereich                               | Platz |
| Hallische Straße 7 (Karte) | Wohnhaus | | 094 71013          | Baudenkmal                                   | Wohnhaus |
| Hallische Straße 9 (Karte) | Wohn- und Geschäftshaus                                                                                               | | 094 71169          | Baudenkmal                                   | Wohn- und Geschäftshaus                                                                                               |
| Hallische Straße 11 (Karte) | Wohnhaus | | 094 71170          | Baudenkmal                                   | Wohnhaus |
| Hammersteinweg (Karte) | Hubbrücke | Brücke Hubbrücke über die Elbe | 094 70958          | Baudenkmal                                   | Weitere Bilder |
| Hammersteinweg, Westliches Widerlager | Krenelierte Mauer | Festungsbauwerk | 094 70958 001      | Teilobjekt eines Baudenkmals                 | Krenelierte Mauer |
| Hammersteinweg, ehemals Schleinufer 24 (Karte) | Wasserturm der Hubbrücke Magdeburg                                                                                    | | 094 17087          | Baudenkmal                                   | Weitere Bilder |
| Harnackstraße 1-12 (Karte) | Straßenzug | |                    | Baudenkmal                                   | Straßenzug |
| Harnackstraße 1 (Karte) | Wohnhaus | |                    | Baudenkmal                                   | Wohnhaus |
| Harnackstraße 2 (Karte) | Wohnhaus | |                    | Baudenkmal                                   | Wohnhaus |
| Harnackstraße 3 (Karte) | Wohnhaus | |                    | Baudenkmal                                   | Wohnhaus |
| Harnackstraße 4 (Karte) | Wohnhaus | |                    | Baudenkmal                                   | Wohnhaus |
| Harnackstraße 5 (Karte) | Wohnhaus | |                    | Baudenkmal                                   | Wohnhaus |
| Harnackstraße 6, 7 (Karte) | Wohnhaus | |                    | Baudenkmal                                   | Wohnhaus |
| Harnackstraße 8, 9 (Karte) | Wohnhaus | |                    | Baudenkmal                                   | Wohnhaus |
| Harnackstraße 11 (Karte) | Wohnhaus | |                    | Baudenkmal                                   | Wohnhaus |
| Harnackstraße 12 (Karte) | Wohnhaus | |                    | Baudenkmal                                   | Wohnhaus |
| Hartstraße 1 (Karte) | Magdeburger Stadtwappen                                                                                               | |                    | Baudenkmal                                   | Magdeburger Stadtwappen                                                                                               |
| Hartstraße 2 (Karte) | Hauszeichen | |                    | Baudenkmal                                   | Hauszeichen |
| Hartstraße 3 | Hauszeichen | |                    | Baudenkmal                                   | Hauszeichen |
| Hasselbachplatz 1, 2, 3, 4, 5 (Karte) | Hasselbachplatz | Platz | 094 76880          | Denkmalbereich                               | Hasselbachplatz |
| Hasselbachplatz 1 (Karte) | Wohn- und Geschäftshaus                                                                                               | Wohn- und Geschäftshaus | 094 82699          | Baudenkmal                                   | Wohn- und Geschäftshaus                                                                                               |
| Hasselbachplatz 2 (Karte) | Wohn- und Geschäftshaus                                                                                               | |                    | Baudenkmal                                   | Wohn- und Geschäftshaus                                                                                               |
| Hegelstraße 1-10, 15-42 (Karte) | Straßenzug | |                    | Baudenkmal                                   | Weitere Bilder |
| Hegelstraße 1 (Karte) | Wohnhaus | |                    | Baudenkmal                                   | Wohnhaus |
| Hegelstraße 2 (Karte) | Wohnhaus | |                    | Baudenkmal                                   | Wohnhaus |
| Hegelstraße 3 (Karte) | Wohnhaus | 1881-1882 durch den Magdeburger Fabrikanten (Müller & Kalkow) Gustav Adolf Müller und seiner Frau Caroline Müller gerichteter Altersruhesitz |                    | Baudenkmal                                   | Wohnhaus |
| Hegelstraße 5 (Karte) | Domgymnasium Magdeburg                                                                                                | Schule | 094 82704          | Baudenkmal                                   | Domgymnasium Magdeburg                                                                                                |
| Hegelstraße 6, 7 (Karte) | Wohnhaus Hegelstraße 6, 7                                                                                             | fünfeinhalbgeschossiges Wohnhaus von 1882 | 094 16674          | Baudenkmal                                   | Wohnhaus Hegelstraße 6, 7                                                                                             |
| Hegelstraße 8 (Karte) | Wohnhaus Hegelstraße 8                                                                                                | viereinhalbgeschossiges Wohnhaus von 1881 | 094 16675          | Baudenkmal                                   | Wohnhaus Hegelstraße 8                                                                                                |
| Hegelstraße 9 (Karte) | Wohnhaus | | 094 16676          | Baudenkmal                                   | Wohnhaus |
| Hegelstraße 15 (Karte) | Wohnhaus | |                    | Baudenkmal                                   | Wohnhaus |
| Hegelstraße 16 (Karte) | Wohnhaus | |                    | Baudenkmal                                   | Wohnhaus |
| Hegelstraße 19 (Karte) | Wohnhaus | |                    | Baudenkmal                                   | Wohnhaus |
| Hegelstraße 20 (Karte) | Wohnhaus | |                    | Baudenkmal                                   | Wohnhaus |
| Hegelstraße 21 (Karte) | Wohnhaus | |                    | Baudenkmal                                   | Wohnhaus |
| Hegelstraße 22 (Karte) | Schule | |                    | Baudenkmal                                   | Schule |
| Hegelstraße 25 (Karte) | ehemaliges Staatsarchiv                                                                                               | |                    | Baudenkmal                                   | ehemaliges Staatsarchiv                                                                                               |
| Hegelstraße 26 (Karte) | Wohnhaus | |                    | Baudenkmal                                   | Wohnhaus |
| Hegelstraße 27 (Karte) | Wohnhaus | |                    | Baudenkmal                                   | Wohnhaus |
| Hegelstraße 28 (Karte) | Wohnhaus | |                    | Baudenkmal                                   | Wohnhaus |
| Hegelstraße 29 (Karte) | Wohnhaus | |                    | Baudenkmal                                   | Wohnhaus |
| Hegelstraße 30 (Karte) | Wohnhaus | |                    | Baudenkmal                                   | Wohnhaus |
| Hegelstraße 31 (Karte) | Wohnhaus | |                    | Baudenkmal                                   | Wohnhaus |
| Hegelstraße 32 (Karte) | Wohnhaus | |                    | Baudenkmal                                   | Wohnhaus |
| Hegelstraße 33 (Karte) | Wohnhaus | |                    | Baudenkmal                                   | Wohnhaus |
| Hegelstraße 34 (Karte) | Wohnhaus | |                    | Baudenkmal                                   | Wohnhaus |
| Hegelstraße 35 (Karte) | Wohnhaus | |                    | Baudenkmal                                   | Wohnhaus |
| Hegelstraße 36 (Karte) | Wohnhaus | |                    | Baudenkmal                                   | Wohnhaus |
| Hegelstraße 37 (Karte) | Wohnhaus | |                    | Baudenkmal                                   | Wohnhaus |
| Hegelstraße 40 (Karte) | Wohnhaus Hegelstraße 40                                                                                               | dreieinhalbgeschossiges Wohnhaus von 1889 | 094 16683          | Baudenkmal                                   | Wohnhaus Hegelstraße 40                                                                                               |
| Hegelstraße 41 (Karte) | Wohnhaus Hegelstraße 41                                                                                               | dreieinhalbgeschossiges Wohnhaus im Stil der Neorenaissance von 1890 | 094 16684          | Baudenkmal                                   | Wohnhaus Hegelstraße 41                                                                                               |
| Hegelstraße 42 (Karte) | Palais am Fürstenwall                                                                                                 | Staatskanzlei Sachsen-Anhalt |                    | Baudenkmal                                   | Weitere Bilder |
| Hegelstraße (Karte) | Friesen-Denkmal | Denkmal Denkmal für Karl Friedrich Friesen aus dem Jahr 1893 | 094 06172          | Baudenkmal                                   | Weitere Bilder |
| Hegelstraße (Karte) | Kriegerdenkmal Magdeburg                                                                                              | | 094 71414          | Baudenkmal                                   | Weitere Bilder |
| Hegelstraße (Karte) | Park | |                    | Baudenkmal                                   | Park |
| Heinrich-Apel-Platz (Karte) | Faunbrunnen | Brunnen 2024 als Denkmal ausgewiesen | 094 18941          | Kleindenkmal                                 | Faunbrunnen |
| Herbert-Stauch-Straße (Karte) | Glacis-Anlage | Park auf dem ehemaligen Festungsglacis 1910 angelegter Grünzug | 094 71401          | Baudenkmal                                   | Glacis-Anlage |
| Carl-Miller-Straße | Festungsbauwerk | Festungsbauwerk | 094 71401 001      | Teilobjekt eines Baudenkmals                 | |
| Herbert-Stauch-Straße, Platz des 17. Juni, zwischen Herbert-Stauch-Straße und Helmstedter Eisenbahnlinie                                                                                   | Festungsbauwerk | Festungsbauwerk | 094 71401 002      | Teilobjekt eines Baudenkmals                 | |
| Maybachstraße, zwischen Helmstedter Eisenbahnlinie und Maybachstraße | Festungsbauwerk | Festungsbauwerk | 094 71401 003      | Teilobjekt eines Baudenkmals                 | |
| Maybachstraße | Festungsbauwerk | Festungsbauwerk | 094 71401 004      | Teilobjekt eines Baudenkmals                 | |
| Adelheidring, Maybachstraße, Sachsenring, zwischen Sachsenring, Adelheidring und Maybachstraße                                                                                             | Festungsbauwerk | Festungsbauwerk | 094 71401 005      | Teilobjekt eines Baudenkmals                 | |
| Adelheidring, Damaschkeplatz, Maybachstraße; Maybachstraße, zwischen Adelheidring und Damaschkeplatz                                                                                       | Festungsbauwerk | Festungsbauwerk | 094 71401 006      | Teilobjekt eines Baudenkmals                 | |
| Editharing; zwischen Editharing, Magdeburger Ring | Festungsbauwerk | Festungsbauwerk | 094 71401 007      | Teilobjekt eines Baudenkmals                 | |
| Editharing | Festungsbauwerk | Festungsbauwerk | 094 71401 008      | Teilobjekt eines Baudenkmals                 | |
| Heydeckstraße 9, 10, 11, 12 (Karte) | Straßenzug | Straßenzug | 107 15039          | Denkmalbereich                               | Straßenzug |
| Heydeckstraße 12 (Karte) | Wohnhaus | |                    | Baudenkmal                                   | Wohnhaus |
| Hohepfortewall 1 (Karte) | Kaserne Mark | Festungsbauwerk | 094 17444          | Baudenkmal                                   | Kaserne Mark |
| Hohepfortewall 1 | Festungsbauwerk | Festungsbauwerk | 094 17444 001      | Teilobjekt eines Baudenkmals                 | |
| Hohepfortewall 1, Ravelingarten | Festungsbauwerk | Festungsbauwerk | 094 17444 002      | Teilobjekt eines Baudenkmals                 | |
| Hohepfortewall 1 | Park | Park | 094 17444 003      | Teilobjekt eines Baudenkmals                 | |
| Hohepfortewall 37, ehemals Walther-Rathenau-Straße 88 (Karte) | Verwaltungsgebäude | Verwaltungsgebäude | 094 17445          | Baudenkmal                                   | Weitere Bilder |
| Jakobstraße (Karte) | Lutherdenkmal | Denkmal Das Denkmal wurde am 10. November 1886 enthüllt, geschaffen hatte das Denkmal der Berliner Bildhauer Emil Hundrieser. Das Denkmal befindet sich seitlich an der St.-Johannis-Kirche. Die überlebensgroße Bronzestatue von Martin Luther befindet sich auf einen etwa drei Meter hohen Postament. Die Figur trägt einen langen Mantel, in der rechten Hand befindet sich eine Bibel. Die linke Hand liegt auf dem Herzen, der Blick geht in die Ferne. Auf dem Schaft befindet sich auf der Vorderseite die Inschrift „Gottes Wort mit uns in Ewigkeit“, ein Lutherzitat. Auf der Rückseite befindet sich das Datum „10. November 1883“, dem 400. Geburtstags Luthers. | 094 06147          | Baudenkmal                                   | Lutherdenkmal |
| Jakobstraße, Ecke Peterstraße | Kellergewölbe | romanisches Kellergewölbe aus dem 12. Jahrhundert |                    | Baudenkmal                                   | |
| Johannisbergstraße 1 (Karte) | Sankt-Johannis-Kirche                                                                                                 | Kirche | 094 70972          | Baudenkmal                                   | Weitere Bilder |
| Johannisbergstraße 1 (Karte) | Trauernde Magdeburg                                                                                                   | Skulptur Die Skulptur ist ein Nachguss einer Beifigur des 1856 bis 1858 geschaffenen Wormerser Lutherdenkmales, dabei wurde die „Trauende Magdeburg“ von Adolf Donndorf erstellt. Die Skulptur erinnert unter anderem an das Bekenntnis zum Protestantismus und auch an die Zerstörung Magdeburgs im Dreißigjährigen Krieg im Jahre 1631. | 094 71180          | Baudenkmal                                   | Trauernde Magdeburg                                                                                                   |
| Johannisbergstraße (Karte) | Unterburg | Der mittelalterliche Gewölbekeller befindet sich unterhalb des Chores der St.-Johannis-Kirche. | 094 76852          | Baudenkmal                                   | Unterburg |
| Keplerstraße 2 (Karte) | Wohnhaus | | 094 16687          | Baudenkmal                                   | Wohnhaus |
| Keplerstraße 5, 5a, 6, 6a, 7, 7a, 8, 9, 9a, 10, 13 (Karte) | Keplerstraße | Straßenzug Die Keplerstraße entstand in den 1880er Jahren und verbindet die Bahnhofstraße im Westen mit dem Schleinufer im Osten. | 094 71178          | Denkmalbereich                               | Weitere Bilder |
| Keplerstraße 6 (Karte) | Wohnhaus | | 094 76768          | Baudenkmal                                   | Wohnhaus |
| Keplerstraße 6a, Otto-von-Guericke-Straße 47 (Karte) | Wohnhaus Keplerstraße 6a, Otto-von-Guericke-Straße 47                                                                 | siebeneinhalbgeschossiges Wohnhaus von 1951 | 094 06236          | Baudenkmal                                   | Wohnhaus Keplerstraße 6a, Otto-von-Guericke-Straße 47                                                                 |
| Keplerstraße 7a (Karte) | Wohn- und Geschäftshaus                                                                                               | | 094 16688          | Baudenkmal                                   | Wohn- und Geschäftshaus                                                                                               |
| Keplerstraße 8 (Karte) | Wohnhaus | | 094 16689          | Baudenkmal                                   | Wohnhaus |
| Keplerstraße 9, 9a (Karte) | Wohn- und Geschäftshaus                                                                                               | | 094 16690          | Baudenkmal                                   | Wohn- und Geschäftshaus                                                                                               |
| Keplerstraße 10 (Karte) | Wohnhaus Keplerstraße 10                                                                                              | Wohnhaus Fünfgeschossiges Wohnhaus im Stil der Neorenaissance von 1881/1882 | 094 16691          | Baudenkmal                                   | Wohnhaus Keplerstraße 10                                                                                              |
| Kleine Schulstraße 24 (Karte) | Schule | Schule | 094 17440          | Baudenkmal                                   | Weitere Bilder |
| Kölner Platz | Wappentafel | Die Wappentafel zeigt die Stadtwappen von Berlin und Magdeburg. Sie befand sich im Bahnhofsareal im ehemaligen westlichen Festungsring der Altstadt zwischen den Eisenbahnbrückenzügen an der Ernst-Reuter-Allee. Die Wappentafel ist in der Münchenhofstraße 68 auf dem Firmengelände der Firma Schuster GmbH eingelagert. | 094 06247          | Baudenkmal                                   | |
| Leibnizstraße 9 (Karte) | Wohnhaus | | 094 76653          | Baudenkmal                                   | Wohnhaus |
| Leibnizstraße 16-28, 31-35 (Karte) | Straßenzug | | 094 18278          | Baudenkmal                                   | Straßenzug |
| Leibnizstraße 16 (Karte) | Wohnhaus | | 094 16692          | Baudenkmal                                   | Wohnhaus |
| Leibnizstraße 17 (Karte) | Wohnhaus | Wohnhaus | 094 16693          | Baudenkmal                                   | Wohnhaus |
| Leibnizstraße 18 (Karte) | Wohnhaus | | 094 16694          | Baudenkmal                                   | Wohnhaus |
| Leibnizstraße 19 (Karte) | Wohnhaus | | 094 16695          | Baudenkmal                                   | Wohnhaus |
| Leibnizstraße 20 (Karte) | Wohnhaus | | 094 16696          | Baudenkmal                                   | Wohnhaus |
| Leibnizstraße 21 (Karte) | Wohnhaus | | 094 16697          | Baudenkmal                                   | Wohnhaus |
| Leibnizstraße 22 (Karte) | Wohnhaus | | 094 76662          | Baudenkmal                                   | Wohnhaus |
| Leibnizstraße 23 (Karte) | Schule | | 094 16698          | Baudenkmal                                   | Schule |
| Leibnizstraße 24 (Karte) | Wohnhaus | | 094 71097          | Baudenkmal                                   | Wohnhaus |
| Leibnizstraße 25 (Karte) | Wohnhaus | | 094 16699          | Baudenkmal                                   | Wohnhaus |
| Leibnizstraße 26 (Karte) | Wohnhaus | | 094 16700          | Baudenkmal                                   | Wohnhaus |
| Leibnizstraße 27 (Karte) | Wohnhaus | | 094 16701          | Baudenkmal                                   | Wohnhaus |
| Leibnizstraße 28 (Karte) | Wohnhaus | | 094 17089          | Baudenkmal                                   | Wohnhaus |
| Leibnizstraße 31 (Karte) | Wohnhaus | | 094 16702          | Baudenkmal                                   | Wohnhaus |
| Leibnizstraße 33 (Karte) | Wohnhaus | | 094 16703          | Baudenkmal                                   | Wohnhaus |
| Leibnizstraße 34 (Karte) | Wohnhaus | | 094 76668          | Baudenkmal                                   | Wohnhaus |
| Leibnizstraße 35 (Karte) | Wohnhaus | | 094 76669          | Baudenkmal                                   | Wohnhaus |
| Leibnizstraße 42 (Karte) | Wohnhaus | | 094 76670          | Baudenkmal                                   | Wohnhaus |
| Leibnizstraße 43 (Karte) | Wohnhaus | | 094 76671          | Baudenkmal                                   | Wohnhaus |
| Leibnizstraße 44 (Karte) | Wohnhaus | | 094 76672          | Baudenkmal                                   | Wohnhaus |
| Leibnizstraße 45 (Karte) | Wohnhaus | | 094 76673          | Baudenkmal                                   | Wohnhaus |
| Leibnizstraße 46 (Karte) | Wohnhaus | | 094 76674          | Baudenkmal                                   | Wohnhaus |
| Leibnizstraße 48 (Karte) | Wohnhaus | | 094 76675          | Baudenkmal                                   | Wohnhaus |
| Leibnizstraße 49 (Karte) | Wohnhaus | | 094 76676          | Baudenkmal                                   | Wohnhaus |
| Leibnizstraße 51 (Karte) | Wohnhaus | | 094 71450          | Baudenkmal                                   | Wohnhaus |
| Leiterstraße 8 (Karte) | Turnhalle | | 094 76842          | Baudenkmal                                   | Turnhalle |
| Leiterstraße 9 (Karte) | Luisenschule | ehemalige Höhere Töchterschule, 1846–1848 zunächst zweigeschossig errichtet, 1860 und 1910/11 jeweils um ein Geschoss aufgestockt | 094 06342          | Baudenkmal                                   | Luisenschule |
| Leiterstraße 9 (Karte) | Schuldienerhaus | | 094 70906          | Baudenkmal                                   | Schuldienerhaus |
| Liebigstraße 1–3, 4a, 4b, 5–9, 9a, 10–12 (Karte) | Straßenzug | | 094 76771          | Baudenkmal                                   | Straßenzug |
| Liebigstraße 4a–b (Karte) | Wohnhaus | | 094 16704          | Baudenkmal                                   | Wohnhaus |
| Liebigstraße 6 (Karte) | Wohn- und Geschäftshaus                                                                                               | | 094 76772          | Baudenkmal                                   | Wohn- und Geschäftshaus                                                                                               |
| Liebigstraße 8 (Karte) | Wohnhaus | | 094 16705          | Baudenkmal                                   | Wohnhaus |
| Liebigstraße 9, 9a, Schleinufer 18a (Karte) | Wohnhaus | | 094 16706          | Baudenkmal                                   | Wohnhaus |
| Liebigstraße 10 (Karte) | Wohn- und Geschäftshaus                                                                                               | | 094 16820          | Baudenkmal                                   | Wohn- und Geschäftshaus                                                                                               |
| Liebigstraße 11 (Karte) | Wohnhaus | | 094 16708          | Baudenkmal                                   | Wohnhaus |
| Liebigstraße 12 (Karte) | Wohnhaus | | 094 16709          | Baudenkmal                                   | Wohnhaus |
| Listemannstraße 6 (Karte) | Fernmeldeamt | | 094 17425          | Baudenkmal                                   | Weitere Bilder |
| Lothar-Kreyssig-Straße 1 (Karte) | Bankgebäude | Es ist das ehemalige Reichsbankgebäude. Es befindet sich in der Altstadt, südwestlich des Domplatzes am Breiten Weg vor der Westfront des Domes zwischen Lothar-Kreyssig-Straße und Danzstraße. | 094 82664          | Baudenkmal                                   | Bankgebäude |
| Materlikstraße 1 (Karte) | Leipziger Bahnhof | Bahnhof um 1840 entstandenes Bahnhofsgebäude | 094 82844          | Baudenkmal                                   | Leipziger Bahnhof |
| Max-Josef-Metzger-Straße 2 (Karte) | Wohn- und Geschäftshaus                                                                                               | Wohn- und Geschäftshaus | 094 82787          | Baudenkmal                                   | Wohn- und Geschäftshaus                                                                                               |
| Max-Josef-Metzger-Straße 3 (Karte) | Wohnhaus | | 094 82788          | Baudenkmal                                   | Wohnhaus |
| Max-Josef-Metzger-Straße 5, 6 (Karte) | Postamt | | 094 71431          | Baudenkmal                                   | Postamt |
| Max-Josef-Metzger-Straße 13 (Karte) | Portal vor dem Roncallihaus                                                                                           | | 094 82784          | Baudenkmal                                   | Portal vor dem Roncallihaus                                                                                           |
| Max-Josef-Metzger-Straße (Karte) | Kathedrale St. Sebastian                                                                                              | Kirche Hauptkirche des Bistums Magdeburg | 094 06286          | Baudenkmal                                   | Weitere Bilder |
| Max-Otten-Straße 11–15 (Karte) | ehemaliges Krankenhaus                                                                                                | Krankenhaus |                    | Baudenkmal                                   | ehemaliges Krankenhaus                                                                                                |
| Max-Otten-Straße (Karte) | Stadtmauer Braunehirschstraße                                                                                         | Stadtmauer Rest der Stadtmauer aus der Zeit um 1210 | 094 17402          | Baudenkmal                                   | Weitere Bilder |
| Maybachstraße 26 (Karte) | Verwaltungsgebäude Maybachstraße 26                                                                                   | Verwaltungsgebäude aus den 1960er Jahren | 094 18269          | Baudenkmal                                   | Verwaltungsgebäude Maybachstraße 26                                                                                   |
| Maybachstraße (Karte) | Lokschuppen Maybachstraße                                                                                             | Lokschuppen einer Privatbahn aus der Zeit um 1873 | 094 18270          | Baudenkmal                                   | Lokschuppen Maybachstraße                                                                                             |
| Neustädter Straße 1 (Karte) | St.-Petri-Kirche | Kirche | 094 06295          | Baudenkmal                                   | Weitere Bilder |
| Neustädter Straße 6 (Karte) | Wallonerkirche | Kirche | 094 06292          | Baudenkmal                                   | Weitere Bilder |
| Otto-von-Guericke-Straße 5 (Karte) | Institutsgebäude | | 094 70017          | Baudenkmal                                   | Institutsgebäude |
| Otto-von-Guericke-Straße 6 (Karte) | Vereinshaus | | 094 18026          | Baudenkmal                                   | Weitere Bilder |
| Otto-von-Guericke-Straße 27, 28 (Karte) | Bankgebäude | | 094 16712          | Baudenkmal                                   | Bankgebäude |
| Otto-von-Guericke-Straße 35 (Karte) | Kaufhalle | | 094 71501          | Baudenkmal                                   | Kaufhalle |
| Otto-von-Guericke-Straße 41–46, 46a, 47–54, 54a, 55, 55a, 56, 56a–b, 57, 57a, 58, 59, 59a, 60 (Karte)                                                                                      | Straßenzug | | 094 18276          | Baudenkmal                                   | Straßenzug |
| Otto-von-Guericke-Straße 41a (Karte) | Wohnhaus | | 094 76755          | Baudenkmal                                   | Wohnhaus |
| Otto-von-Guericke-Straße 42 (Karte) | Wohnhaus | | 094 16713          | Baudenkmal                                   | Wohnhaus |
| Otto-von-Guericke-Straße 42a (Karte) | Wohnhaus | | 094 16714          | Baudenkmal                                   | Wohnhaus |
| Otto-von-Guericke-Straße 45 (Karte) | Wohnhaus | | 094 16715          | Baudenkmal                                   | Wohnhaus |
| Otto-von-Guericke-Straße 46 (Karte) | Wohnhaus | | 094 16716          | Baudenkmal                                   | Wohnhaus |
| Otto-von-Guericke-Straße 46a (Karte) | Wohn- und Geschäftshaus                                                                                               | | 094 71405          | Baudenkmal                                   | Wohn- und Geschäftshaus                                                                                               |
| Otto-von-Guericke-Straße 48 (Karte) | Wohnhaus | | 094 06373          | Baudenkmal                                   | Wohnhaus |
| Otto-von-Guericke-Straße 49 (Karte) | Wohnhaus | | 094 17889          | Baudenkmal                                   | Wohnhaus |
| Otto-von-Guericke-Straße 50 (Karte) | Wohnhaus | | 094 17890          | Baudenkmal                                   | Wohnhaus |
| Otto-von-Guericke-Straße 51 (Karte) | Wohnhaus | | 094 17891          | Baudenkmal                                   | Wohnhaus |
| Otto-von-Guericke-Straße 52 (Karte) | Wohnhaus | | 094 17892          | Baudenkmal                                   | Wohnhaus |
| Otto-von-Guericke-Straße 53 (Karte) | Wohnhaus | | 094 17893          | Baudenkmal                                   | Wohnhaus |
| Otto-von-Guericke-Straße 54 (Karte) | Wohnhaus | | 094 17894          | Baudenkmal                                   | Wohnhaus |
| Otto-von-Guericke-Straße 54a (Karte) | Wohnhaus | | 094 82830          | Baudenkmal                                   | Wohnhaus |
| Otto-von-Guericke-Straße 55 (Karte) | Wohnhaus | | 094 17895          | Baudenkmal                                   | Wohnhaus |
| Otto-von-Guericke-Straße 55a (Karte) | Wohnhaus | | 094 76756          | Baudenkmal                                   | Wohnhaus |
| Otto-von-Guericke-Straße 56 (Karte) | Platz | Platz | 094 77055          | Denkmalbereich                               | Platz |
| Otto-von-Guericke-Straße 56 (Karte) | Wohnhaus | | 094 17881          | Baudenkmal                                   | Wohnhaus |
| Otto-von-Guericke-Straße 56a (Karte) | Wohn- und Geschäftshaus                                                                                               | | 094 76769          | Baudenkmal                                   | Wohn- und Geschäftshaus                                                                                               |
| Otto-von-Guericke-Straße 56b (Karte) | Wohnhaus | | 094 16717          | Baudenkmal                                   | Wohnhaus |
| Otto-von-Guericke-Straße 57 (Karte) | Wohnhaus | | 094 16718          | Baudenkmal                                   | Wohnhaus |
| Otto-von-Guericke-Straße 57a (Karte) | Wohnhaus | | 094 16719          | Baudenkmal                                   | Wohnhaus |
| Otto-von-Guericke-Straße 58 (Karte) | Wohnhaus | | 094 16720          | Baudenkmal                                   | Wohnhaus |
| Otto-von-Guericke-Straße 59, 59a (Karte) | Wohnhaus | | 094 16721          | Baudenkmal                                   | Wohnhaus |
| Otto-von-Guericke-Straße 60 (Karte) | Wohnhaus | | 094 16722          | Baudenkmal                                   | Wohnhaus |
| Otto-von-Guericke-Straße 64 (Karte) | Gesellschaftshaus | | 094 16723          | Baudenkmal                                   | Gesellschaftshaus |
| Otto-von-Guericke-Straße 65 (Karte) | Wohnhaus | | 094 71459          | Baudenkmal                                   | Wohnhaus |
| Otto-von-Guericke-Straße 66 (Karte) | Wohnhaus | | 094 16725          | Baudenkmal                                   | Wohnhaus |
| Otto-von-Guericke-Straße 68–73 (Karte) | Museum | Museum | 094 06371          | Baudenkmal                                   | Museum |
| Petersberg, zeitweise unter Altes Fischerufer geführt (Karte) | Magdalenenkapelle | Kapelle ab 1315 als Frohnleichnamskapelle errichteter Bau | 094 06293          | Baudenkmal                                   | Weitere Bilder |
| Stephansbrücke, im Nordosten der Altstadt an der „Östlichen Elbfront“ südlich der Petrikirche im Bereich des ehemaligen; zeitweise unter Altes Fischerufer geführt (Karte)                 | Rosengarten | Garten In den 1970er Jahren angelegter, auf einen früheren Klostergarten zurückgehender Garten. | 094 06293 001      | Teilobjekt eines Baudenkmals                 | Weitere Bilder |
| Planckstraße 1–10 (Karte) | Straßenzug | Straßenzug |                    | Baudenkmal                                   | Straßenzug |
| Planckstraße 1, 2 (Karte) | Wohnhaus | Wohnhaus |                    | Baudenkmal                                   | Wohnhaus |
| Planckstraße 4, 5 (Karte) | Wohnhaus | |                    | Baudenkmal                                   | Wohnhaus |
| Planckstraße 7 (Karte) | Wohnhaus | |                    | Baudenkmal                                   | Wohnhaus |
| Planckstraße 8 (Karte) | Wohnhaus | |                    | Baudenkmal                                   | Wohnhaus |
| Planckstraße 10 (Karte) | Wohnhaus | |                    | Baudenkmal                                   | Wohnhaus |
| Prälatenstraße 8 (Karte) | Domgrundschule | |                    | Baudenkmal                                   | Domgrundschule |
| Ratswaageplatz 1 | Romanischer Keller am Ratswaageplatz                                                                                  | Keller mittelalterliches Kellergewölbe | 094 06317          | Baudenkmal                                   | |
| Ratswaageplatz 1 (Karte) | Stiftungsstein der Brauer- und Bäckerinnung                                                                           | Wappentafel Stiftungsstein der Brauer- und Bäckerinnung von 1657 | 094 06416          | Baudenkmal                                   | Stiftungsstein der Brauer- und Bäckerinnung                                                                           |
| Regierungsstraße 4–6 (Karte) | Kloster Unser Lieben Frauen                                                                                           | Kloster | 094 06288          | Baudenkmal                                   | Weitere Bilder |
| Regierungsstraße 4–6 (Karte) | Kirche | Kirche | 094 06288 001      | Teilobjekt eines Baudenkmals                 | Weitere Bilder |
| Regierungsstraße (Karte) | Keller des Gästehauses des Klosters Unser Lieben Frauen                                                               | gotisches Backsteingewölbe in der Stadtmauer | 094 06320          | Baudenkmal                                   | Keller des Gästehauses des Klosters Unser Lieben Frauen                                                               |
| Remtergang 1 (Karte) | Wohnhaus Remtergang 1                                                                                                 | Wohnhaus ehemalige Domherrenkurie, zweigeschossiges Fachwerkhaus aus dem 16. Jahrhundert, ältester erhaltener Profanbau der Altstadt, ältestes Fachwerkhaus Magdeburgs | 094 06337          | Baudenkmal                                   | Weitere Bilder |
| Remtergang (Karte) | Tatarenturm | Wehrturm | 094 06387          | Baudenkmal                                   | Weitere Bilder |
| Remtergang, Ostseite des Remtergangs (Karte) | Stadtmauer | Stadtmauer romanischer Mauerrest zwischen Remtergang und Großer Klosterstraße | 094 06387 001      | Teilobjekt eines Baudenkmals                 | Stadtmauer |
| Rötgerstraße 8, 9 (Karte) | Verwaltungsgebäude | Verwaltungsgebäude | 094 17441          | Baudenkmal                                   | Verwaltungsgebäude |
| Schellingstraße 2–4 (Karte) | Straßenzeile | Straßenzeile |                    | Baudenkmal                                   | Straßenzeile |
| Schellingstraße 2, Steubenallee 3 (Karte) | Wohnhaus | Wohnhaus |                    | Baudenkmal                                   | Wohnhaus |
| Schleinufer | Silhouette | Silhouette | 094 76954          | Denkmalbereich                               | |
| Schleinufer | Brücke | Brücke | 094 70976          | Baudenkmal                                   | |
| Schleinufer | Eisenbahnanlage | Eisenbahnanlage | 094 76761          | Baudenkmal                                   | Eisenbahnanlage |
| Schleinufer (Karte) | Elbuferpromenade | 1974 am Elbufer eröffnete Promenade, 2017 als Denkmal ausgewiesen | 107 25064          | Baudenkmal                                   | Elbuferpromenade |
| Schleinufer 12 (Karte) | Wohnhaus | Wohnhaus |                    | Baudenkmal                                   | Wohnhaus |
| Schleinufer 13 (Karte) | Wohnhaus | Wohnhaus |                    | Baudenkmal                                   | Wohnhaus |
| Schleinufer 14 (Karte) | Wohnhaus | Wohnhaus |                    | Baudenkmal                                   | Wohnhaus |
| Schleinufer 18a (Karte) | Wohnhaus | Wohnhaus | 094 76955          | Baudenkmal                                   | Wohnhaus |
| Schleinufer 19 (Karte) | Wohnhaus | Wohnhaus |                    | Baudenkmal                                   | Wohnhaus |
| Schleinufer 20 (Karte) | Wohnhaus | Wohnhaus |                    | Baudenkmal                                   | Wohnhaus |
| Schleinufer 21 (Karte) | Wohnhaus | Wohnhaus |                    | Baudenkmal                                   | Wohnhaus |
| Schleinufer 23 (Karte) | Wohnhaus | Wohnhaus |                    | Baudenkmal                                   | Wohnhaus |
| Schleinufer 24, östlich der Staatskanzlei | Elbeverschiebebahnhof                                                                                                 | ehemaliger Bahnhof | 107 15022          | Baudenkmal                                   | |
| Schleinufer 24 m | Lager | | 094 70730          | Baudenkmal                                   | |
| Schleinufer 24 o (Karte) | ehemaliger Bahnhof | | 094 82767          | Baudenkmal                                   | ehemaliger Bahnhof |
| Schleinufer 24 p (Karte) | Verwaltungsgebäude | |                    | Baudenkmal                                   | Verwaltungsgebäude |
| Schleinufer 25 (Karte) | Verwaltungsgebäude | Verwaltungsgebäude der ehemaligen Elblagerhaus AG | 094 82768          | Baudenkmal                                   | Verwaltungsgebäude |
| Schleinufer 26, 27, 28 (Karte) | Speicher | nördlicher Flachspeicher der ehem. Elblagerhaus AG | 094 82768          | Baudenkmal                                   | Speicher |
| Schleinufer 30 (Karte) | Schuppen | Sozialgebäude, Güter-bzw. Zollschuppen des ehemaligen Elbverschiebebahnhofs | 107 15021          | Baudenkmal                                   | Schuppen |
| Schleinufer | Stadtmauer | |                    | Baudenkmal                                   | |
| Schleinufer (Karte) | Altes Leipziger Tor                                                                                                   | Toranlage |                    | Baudenkmal                                   | Altes Leipziger Tor                                                                                                   |
| Schleinufer (Karte) | Lukasklause | Wehrturm | 094 17439          | Baudenkmal                                   | Lukasklause |
| Schleinufer 1, vor der Lukasklause | Festungsbauwerk | Festungsbauwerk | 094 17439 001      | Teil eines Baudenkmals                       | |
| Schleinufer 1, bei der Lukasklause | Festungsbauwerk | Festungsbauwerk | 094 17439 002      | Teil eines Baudenkmals                       | |
| Schleinufer 1, Nordostecke der Altstadt am westlichen Elbufer | Stadtmauerturm | Stadtmauerturm | 094 17439 003      | Teil eines Baudenkmals                       | |
| Schleinufer 1 (Karte) | Wittenberger Tor | Festungsbauwerk 1848 bis 1851 errichtetes nördliches Eisenbahntor der Festung Magdeburg. | 094 17439 004      | Teil eines Baudenkmals                       | Wittenberger Tor |
| Seumestraße 1–4 (Karte) | Straßenzug | | 094 18284          | Baudenkmal                                   | Straßenzug |
| Seumestraße 1 (Karte) | Villa | | 094 16734          | Baudenkmal                                   | Villa |
| Seumestraße 3 (Karte) | Wohnhaus | | 094 16735          | Baudenkmal                                   | Wohnhaus |
| Seumestraße 4 (Karte) | Wohnhaus | | 094 16736          | Baudenkmal                                   | Wohnhaus |
| Sternbrücke (Karte) | Brücke | | 094 70975          | Baudenkmal                                   | Weitere Bilder |
| Sternstraße 2–11, 28–34 (Karte) | Sternstraße | Die Sternstraße wurde ab Mitte der 1880er Jahre erbaut. Sie beginnt am Hasselbachplatz in Richtung Süden und bildet ein geschlossenes Straßenbild im Stil der Gründerzeit. Es sind Häuser für Wohnungen, teilweise mit herrschaftlichen Anspruch. Die Fassaden sind aufwendig im Stil der Neorenaissance ausgebildet. | 094 82851          | Baudenkmal                                   | Weitere Bilder |
| Sternstraße 3 (Karte) | Wohnhaus | | 094 82853          | Baudenkmal                                   | Wohnhaus |
| Sternstraße 4 (Karte) | Wohnhaus | | 094 82854          | Baudenkmal                                   | Wohnhaus |
| Sternstraße 5 (Karte) | Wohnhaus | | 094 82855          | Baudenkmal                                   | Wohnhaus |
| Sternstraße 6 (Karte) | Wohnhaus | | 094 82856          | Baudenkmal                                   | Wohnhaus |
| Sternstraße 7 (Karte) | Wohnhaus | | 094 82857          | Baudenkmal                                   | Wohnhaus |
| Sternstraße 8 (Karte) | Wohnhaus | | 094 82858          | Baudenkmal                                   | Wohnhaus |
| Sternstraße 9 (Karte) | Wohnhaus | | 094 82859          | Baudenkmal                                   | Wohnhaus |
| Sternstraße 10 (Karte) | Wohnhaus | | 094 82860          | Baudenkmal                                   | Wohnhaus |
| Sternstraße 11 (Karte) | Wohnhaus | | 094 82861          | Baudenkmal                                   | Wohnhaus |
| Sternstraße 19–25 (Karte) | Straßenzeile | |                    | Baudenkmal                                   | Straßenzeile |
| Sternstraße 19 (Karte) | Villa | | 094 16825          | Baudenkmal                                   | Villa |
| Sternstraße 19a (Karte) | Wohnhaus | | 094 16827          | Baudenkmal                                   | Wohnhaus |
| Sternstraße 19b (Karte) | Villa | |                    | Baudenkmal                                   | Villa |
| Sternstraße 21 (Karte) | Wohnhaus | | 094 16738          | Baudenkmal                                   | Wohnhaus |
| Sternstraße 22 (Karte) | Wohnhaus | | 094 16739          | Baudenkmal                                   | Wohnhaus |
| Sternstraße 23 (Karte) | Wohnhaus | | 094 16740          | Baudenkmal                                   | Wohnhaus |
| Sternstraße 24 (Karte) | Wohnhaus | | 094 16741          | Baudenkmal                                   | Wohnhaus |
| Sternstraße 28 (Karte) | Wohnhaus | | 094 82862          | Baudenkmal                                   | Wohnhaus |
| Sternstraße 29a–b (Karte) | Wohnhaus | | 094 82863          | Baudenkmal                                   | Wohnhaus |
| Sternstraße 30 (Karte) | Wohnhaus | | 094 82864          | Baudenkmal                                   | Wohnhaus |
| Sternstraße 31 (Karte) | Wohnhaus | | 094 82865          | Baudenkmal                                   | Wohnhaus |
| Sternstraße 33 (Karte) | Wohnhaus | | 094 82866          | Baudenkmal                                   | Wohnhaus |
| Sternstraße 34 (Karte) | Wohnhaus | | 094 82867          | Baudenkmal                                   | Wohnhaus |
| Steubenallee 1–3 (Karte) | Straßenzug | |                    | Baudenkmal                                   | Straßenzug |
| Steubenallee 1 (Karte) | Wohnhaus | Das villenähnliche Einfamilienhaus wurde 1924 für den Fabrikdirektor Otto Feßler im expressionistischen Stil erbaut. Mit dem Haus Steubenallee 2 bildet es ein Doppelhaus. Es ist ein zweigeschossiges Haus mit einem flachen Walmdach. | 094 16828          | Baudenkmal                                   | Wohnhaus |
| Steubenallee 2 (Karte) | Wohn- und Geschäftshaus                                                                                               | | 094 76829          | Baudenkmal                                   | Wohn- und Geschäftshaus                                                                                               |
| Steubenallee 3 (Karte) | Wohnhaus | Wohnhaus | 094 16737          | Baudenkmal                                   | Wohnhaus |
| Steubenallee (Karte) | Steubenpark | Parkanlage | 094 76828          | Baudenkmal                                   | Steubenpark |
| Steubenallee (Karte) | Südliches Eisenbahntor                                                                                                | Eisenbahntor der Festung Magdeburg | 094 76645          | Baudenkmal                                   | BW |
| Steubenallee (Karte) | Brücke | Brücke | 094 70986          | Baudenkmal                                   | BW |
| Steubenpark (Karte) | Mahnmal | Das Mahnmal wurde am 8. Mai 1965 enthüllt. Der Bildhauer war Eberhard Roßdeutscher. Es soll an 62 Magdeburger Widerstandskämpfer erinnern, die von den Nationalsozialisten ermordet wurden. | 094 06156          | Baudenkmal                                   | Weitere Bilder |
| Stresemannstraße 6a (Karte) | Wohn- und Geschäftshaus                                                                                               | Wohn- und Geschäftshaus | 094 76963          | Baudenkmal                                   | Wohn- und Geschäftshaus                                                                                               |
| Stresemannstraße 18, 19 (Karte) | Verwaltungsgebäude | Das ehemalige Proviantamt und die Militärbäckerei wurde Ende des 19. Jahrhunderts erbaut. Das linke Gebäude hat fünf, das rechte Gebäude hat sieben Achsen, beide sind zweieinhalb Geschosse hoch. Das oberen Geschosse sind als Mezzaninen ausgebildet. Es sind quaderförmige Bauten aus gelben Ziegel. Die Fassade ist durch rote Ziegel strukturiert. Zwischen den Gebäuden war die Zufahrt zu einem Depot. Zu dem Baudenkmal gehören weitere Gebäude. | 094 82183          | Baudenkmal                                   | Verwaltungsgebäude |
| Tränsberg | Stadtmauer | Stadtmauer | 094 17437          | Baudenkmal                                   | |
| Tränsberg 21–23 (Karte) | Offizierskasino | Das ehemalige Offizierskasino wurde 1863/1864 als Teil der Kaserne des 26. Regiments „Fürst Leopold“ erbaut. Das Gebäude ist somit das älteste Magdeburger Offizierskasino. Es ist ein dreigeschossiges Gebäude mit einem Flachdach und 22 Achsen. An der linken Seite befindet sich ein Seitenrisalit mit vier Achsen und einem Dreiecksgiebel. Ein weiter, gleichbreiter Risalit befindet sich nach der sechsten Achse von rechts. Das erste und das zweite Geschoss sind mit einem Gurtsims getrennt. | 094 17442          | Baudenkmal                                   | Offizierskasino |
| Universitätsplatz 9 (Karte) | Theater | Das ehemalige Zentraltheater wurde von 1905 bis 1907 als Operettenbühne erbaut. Im Jahre 1990 wurde das Theater bei einem Brand stark beschädigt. 1997 wurde es wieder aufgebaut. | 094 17417          | Baudenkmal                                   | Weitere Bilder |
| Virchowstraße 2, 3 (Karte) | Verwaltungsgebäude Virchowstraße 2, 3                                                                                 | ehemaliges Korps-Bekleidungsamt aus der Zeit um 1880/1890 | 094 17404          | Baudenkmal                                   | Verwaltungsgebäude Virchowstraße 2, 3                                                                                 |
| Virchowstraße 4 (Karte) | Verwaltungsgebäude Virchowstraße 4                                                                                    | dreieinhalbgeschossiger Ziegelbau aus der Zeit von 1880/1890, ursprünglich Dienstwohngebäude des Artillerie-Depots | 094 76978          | Baudenkmal                                   | Verwaltungsgebäude Virchowstraße 4                                                                                    |
| Wallonerberg 2–7 (Karte) | Straßenzug | | 094 82875          | Denkmalbereich                               | Straßenzug |
| Wallonerberg 2, 3 (Karte) | Verwaltungsgebäude | | 094 82875          | Baudenkmal                                   | Verwaltungsgebäude |
| Wallonerberg 4 (Karte) | Wohnhaus | | 094 16743          | Baudenkmal                                   | Wohnhaus |
| Wallonerberg 5 (Karte) | Mauer | | 094 16744          | Baudenkmal                                   | Mauer |
| Wallonerberg 6, 7 (Karte) | Wohnhaus | | 094 82877          | Baudenkmal                                   | Wohnhaus |
| Weitlingstraße 1a (Karte) | Logenhaus Ferdinand zur Glückseligkeit                                                                                | Verbindungshaus, in dem Logengebäude befand sich ehemals die Freimaurerloge „Ferdinand zur Glückseligkeit“. Erbaut wurde das Haus im Jahr 1902 im Jugendstil mit barocken Elementen. | 094 81870          | Baudenkmal                                   | Logenhaus Ferdinand zur Glückseligkeit                                                                                |
| Zentraler Platz (Karte) | Zentraler Platz | Entstanden sind die Wohn- und Geschäftshäuser um den Zentralen Platz direkt nach dem Zweiten Weltkrieg. | 094 70299          | Denkmalbereich                               | Weitere Bilder |

## Ehemalige Kulturdenkmale
Die nachfolgenden Objekte waren ursprünglich ebenfalls denkmalgeschützt oder wurden in der Literatur als Kulturdenkmale geführt. Die Denkmale bestehen heute jedoch nicht mehr, ihre Unterschutzstellung wurde aufgehoben oder sie werden nicht mehr als Denkmale betrachtet. Mitunter sind Einzelobjekte aber noch immer Bestandteil eines geschützten Denkmalbereichs.
| Lage                                                                                     | Bezeichnung                           | Beschreibung | Erfassungs- nummer | Ausweisungsart               | Bild                            |
| ---------------------------------------------------------------------------------------- | ------------------------------------- | --- | ------------------ | ---------------------------- | ------------------------------- |
| Alter Markt 5 (Karte)                                                                    | Magdeburger Börse                     | Börse ehemaliges Börsengebäude, bei Luftangriff im Jahr 1945 bis zum ersten Obergeschoss zerstört, später abgerissen |                    | Baudenkmal                   | Weitere Bilder                  |
| Alter Markt 11 (Karte)                                                                   | Zum goldenen Greif                    | Wohnhaus Gebäude von 1719, im Zweiten Weltkrieg zerstört |                    | Baudenkmal                   | Weitere Bilder                  |
| Alter Markt 14 (Karte)                                                                   | Innungshaus der Gewandschneider       | Wohnhaus aus dem 17. Jahrhundert, ursprüngliches Innungshaus der Gewandschneider, zum Teil bis auf das 12. Jahrhundert zurückgehend, im Zweiten Weltkrieg zerstört                                                              |                    | Baudenkmal                   | Innungshaus der Gewandschneider |
| Berliner Straße 14                                                                       | Berliner Straße 14                    | erbaut nach 1728, im Zweiten Weltkrieg zerstört |                    | Baudenkmal                   |                                 |
| Breiter Weg (Karte)                                                                      | Sankt-Katharinen-Kirche               | evangelische Kirche, beim Luftangriff vom 16. Januar 1945 stark beschädigt, später abgerissen |                    | Baudenkmal                   | Weitere Bilder                  |
| Breiter Weg (Karte)                                                                      | Sankt-Nikolai-Kirche                  | Zeughausmuseum, beim Luftangriff vom 16. Januar 1945 schwer beschädigt, 1956 abgerissen |                    | Baudenkmal                   | Weitere Bilder                  |
| Breiter Weg 12 (Karte)                                                                   | Zum Turm                              | Wohnhaus dreigeschossiges, später viergeschossiges repräsentatives Wohngebäude, erbaut 1725–1728, im Zweiten Weltkrieg zerstört                                                                                                 |                    | Baudenkmal                   | Zum Turm                        |
| Breiter Weg 20 (Karte)                                                                   | Zum Türmchen                          | Wohnhaus Gebäude von 1657, im Zweiten Weltkrieg zerstört |                    | Baudenkmal                   | Weitere Bilder                  |
| Breiter Weg 26                                                                           | Wohnhaus Breiter Weg 26               | Wohnhaus, erbaut nach 1748, im Zweiten Weltkrieg zerstört |                    | Baudenkmal                   |                                 |
| Breiter Weg 29 (Karte)                                                                   | Zu den drei Kleeblättern              | errichtet 1730, im Zweiten Weltkrieg zerstört |                    | Baudenkmal                   | Zu den drei Kleeblättern        |
| Breiter Weg 30 (Karte)                                                                   | Zum güldenen Kreuz                    | errichtet 1745, im Zweiten Weltkrieg zerstört |                    | Baudenkmal                   | Zum güldenen Kreuz              |
| Breiter Weg 57 (Karte)                                                                   | Zur güldenen Rose                     | Brauhaus errichtet 1676, im Zweiten Weltkrieg zerstört |                    | Baudenkmal                   | Zur güldenen Rose               |
| Breiter Weg 148 (Karte)                                                                  | Heideckerei                           | Wohnhaus Fassade mit für Magdeburg typischem Stilgemisch, 1900 abgerissen, Portal im Museumshof eingebaut |                    | Baudenkmal                   | Weitere Bilder                  |
| Breiter Weg 154 (Karte)                                                                  | Zur goldenen Krone                    | Wohnhaus Errichtet im 17. Jahrhundert, möglicherweise zwischen 1650 und 1660, 1929 im Zuge einer Kaufhauserweiterung abgerissen.                                                                                                |                    | Baudenkmal                   | Zur goldenen Krone              |
| Breiter Weg 156 (Karte)                                                                  | Zum goldenen Weinfaß                  | errichtet Anfang des 18. Jahrhunderts, im Zweiten Weltkrieg zerstört |                    | Baudenkmal                   | Zum goldenen Weinfaß            |
| Breiter Weg 165 (Karte)                                                                  | Zum warmen Loch                       | Wohn- und Geschäftshaus dreigeschossiges Gebäude, erbaut zwischen 1750 und 1755, im Zweiten Weltkrieg zerstört |                    | Baudenkmal                   | Zum warmen Loch                 |
| Breiter Weg 166 (Karte)                                                                  | Breiter Weg 166                       | Wohn- und Geschäftshaus dreigeschossiges Gebäude, erbaut nach 1742, wohl zwischen 1750 und 1755, im Zweiten Weltkrieg zerstört                                                                                                  |                    | Baudenkmal                   | Breiter Weg 166                 |
| Breiter Weg 167 (Karte)                                                                  | Zur blauen Lilie                      | Wohn- und Geschäftshaus erbaut nach 1739, im Zweiten Weltkrieg zerstört |                    | Baudenkmal                   | Zur blauen Lilie                |
| Breiter Weg 173 (Karte)                                                                  | Zum goldenen Hirsch                   | Wohn- und Geschäftshaus viergeschossiges Gebäude aus der Zeit um 1730, im Zweiten Weltkrieg zerstörtes |                    | Baudenkmal                   | Zum goldenen Hirsch             |
| Breiter Weg 174 (Karte)                                                                  | Franziskaner                          | Wohnhaus dreigeschossiges schmales Barockgebäude, erbaut um 1730, im Zweiten Weltkrieg zerstört |                    | Baudenkmal                   | Franziskaner                    |
| Breiter Weg 175 (Karte)                                                                  | Zu den drei Rosen                     | Wohnhaus barockes Gebäude, erbaut nach 1730, im Zweiten Weltkrieg zerstört |                    | Baudenkmal                   | Zu den drei Rosen               |
| Breiter Weg 177 (Karte)                                                                  | Zu den drei goldenen Schlüsseln       | Wohnhaus erbaut um 1728, im Zweiten Weltkrieg zerstört |                    | Baudenkmal                   | Zu den drei goldenen Schlüsseln |
| Breiter Weg 198                                                                          | Breiter Weg 198                       | erbaut um 1750, im Zweiten Weltkrieg zerstört |                    | Baudenkmal                   |                                 |
| Breiter Weg 203 (Karte)                                                                  | Rochsches Haus                        | Patrizierhaus Ende des 16. Jahrhunderts errichtetes dreigeschossiges Gebäude im Stil der Spätrenaissance, im 19. Jahrhundert bereits als Baudenkmal betrachtet, 1898 trotzdem zur Errichtung der Hauptpost Magdeburg abgerissen |                    | Baudenkmal                   | Weitere Bilder                  |
| Domplatz (Karte)                                                                         | Domorgel                              | Orgel im Remter des Magdeburger Doms, zumindest seit 2015 nicht mehr als Denkmal geführt | 094 06423          | Baudenkmal                   | BW                              |
| Dreiengelstraße 28                                                                       | Nationaltheater                       | Theater zuletzt als Turnhalle genutzt, bei Luftangriff 1945 schwer beschädigt, später abgerissen |                    | Baudenkmal                   | Nationaltheater                 |
| Erich-Weinert-Straße 25 (Karte)                                                          | Haus Junger Talente                   | Kulturhaus von 1914, im Jahr 2003 aus dem Denkmalverzeichnis ausgetragen |                    | Baudenkmal                   | Weitere Bilder                  |
| Ernst-Reuter-Allee, Maybachstraße (Karte)                                                | Eisenbahnbrücke                       | Eisenbahnbrücke Brücke über die Ernst-Reuter-Allee, abgerissen, Im Jahr 2023 aus dem Denkmalverzeichnis gestrichen. | 094 18268          | Baudenkmal                   | Eisenbahnbrücke                 |
| Ernst-Reuter-Allee 38, 40 (Karte)                                                        | Hotel Grüner Baum                     | Hotel Der 1871/1872 zum Teil in Fachwerkbauweise errichtete Gebäudekomplex wird im Denkmalverzeichnis mit Stand 1. April 2009 als Denkmal geführt, im digitalen Verzeichnis 2010 nicht mehr als Baudenkmal ausgewiesen.         | 094 71376          | Baudenkmal                   | Weitere Bilder                  |
| Ernst-Reuter-Allee (Karte)                                                               | Sankt-Ulrich-und-Levin-Kirche         | evangelische Kirche, durch Luftangriff schwer beschädigt, 1956 gesprengt, Grundmauern erhalten, es besteht eine private Initiative zum Wiederaufbau                                                                             |                    | Baudenkmal                   | Weitere Bilder                  |
| Fürstenwallstraße                                                                        | Stadtmauer                            | Stadtmauer zumindest seit 2009 nicht mehr als Denkmal geführt | 094 06389          | Baudenkmal                   |                                 |
| Fürstenwallstraße 8                                                                      | Fürstenwallstraße 8                   | errichtet 1721, im Zweiten Weltkrieg zerstört |                    | Baudenkmal                   |                                 |
| Fürstenwallstraße 17                                                                     | Fürstenwallstraße 17                  | genehmigter Abbruchantrag aus dem Jahr 1998 |                    | Baudenkmal                   |                                 |
| Gouvernementstraße 4 (Karte)                                                             | Dompredigerhaus                       | Dompredigerhaus, erbaut von 1768 bis 1770, im Zweiten Weltkrieg zerstört |                    | Baudenkmal                   | Dompredigerhaus                 |
| Große Klosterstraße                                                                      | Große Klosterstraße                   | Straßenzug Auf dem Weinberg des Klosters Unser Lieben Frauen angelegte und 1722 mit Bürgerhäusern bebaute Straße. Im Zweiten Weltkrieg zerstört.                                                                                |                    |                              | Weitere Bilder                  |
| Große Marktstraße (Karte)                                                                | Französisch-Reformierte-Kirche        | Kirche beim Luftangriff vom 16. Januar 1945 schwer beschädigt, 1959 abgerissen |                    | Baudenkmal                   | Weitere Bilder                  |
| Große Marktstraße 8                                                                      | Zur Arche                             | erbaut 1757, im Zweiten Weltkrieg zerstört |                    | Baudenkmal                   |                                 |
| Große Münzstraße 5                                                                       |                                       | erbaut 1694, im Zweiten Weltkrieg zerstört |                    | Baudenkmal                   |                                 |
| Große Münzstraße 7                                                                       |                                       | Hof der Familie von Saldern, beim Luftangriff vom 16. Januar 1945 schwer beschädigt, 1953 teilweise eingestürzt und dann abgerissen                                                                                             |                    | Baudenkmal                   |                                 |
| Große Münzstraße 13 (Karte)                                                              | Zum freundlichen Gesicht              | Wohnhaus erbaut von 1722 bis 1724, im Zweiten Weltkrieg zerstört |                    | Baudenkmal                   | Zum freundlichen Gesicht        |
| Große Münzstraße 14                                                                      | Große Münzstraße 14                   | erbaut von 1722 bis 1724, im Zweiten Weltkrieg zerstört |                    | Baudenkmal                   |                                 |
| Große Münzstraße 15                                                                      | Große Münzstraße 15                   | erbaut von 1723, im Zweiten Weltkrieg zerstört |                    | Baudenkmal                   |                                 |
| Große Schulstraße (Karte)                                                                | Franziskanerkloster Magdeburg         | Reste der Klosteranlage und der Barfüsserkirche genannten Klosterkirche, vor allem ein als Schultürmchen bezeichneter Turm, in den 1950er Jahren abgerissen                                                                     |                    | Baudenkmal                   | Franziskanerkloster Magdeburg   |
| Große Schulstraße 2c (Karte)                                                             | Alte Synagoge Magdeburg               | Synagoge, während der Reichspogromnacht am 9. November 1938 zerstört |                    | Baudenkmal                   | Weitere Bilder                  |
| (Karte)                                                                                  | Heilig-Geist-Kirche                   | Kirche evangelische Kirche, bei Luftangriff schwer beschädigt, nach Wiederaufbau 1959 abgerissen |                    | Baudenkmal                   | Weitere Bilder                  |
| Holzhof 6 (Karte)                                                                        | Holzhof 6                             | Wohn- und Geschäftshaus erbaut nach 1767, bei Luftangriff im Jahr 1945 schwer beschädigt, später abgerissen |                    | Baudenkmal                   | Holzhof 6                       |
| Holzhof 7                                                                                | Holzhof 7                             | erbaut nach 1767, bei Luftangriff im Jahr 1945 schwer beschädigt, später abgerissen |                    | Baudenkmal                   |                                 |
| Jakobstraße (Karte)                                                                      | Sankt-Jakobi-Kirche                   | Kirche evangelische Kirche, beim Luftangriff vom 16. Januar 1945 stark beschädigt, 1959 abgerissen |                    | Baudenkmal                   | Weitere Bilder                  |
| Johannisbergstraße 3 (Karte)                                                             | Artushof                              | Gasthaus zweigeschossiger im Kern bis auf die ottonische Zeit zurückgehender Bau mit zwei parallelen Satteldächern, im Zweiten Weltkrieg zerstört                                                                               |                    | Baudenkmal                   | Artushof                        |
| Kavalier Scharnhorst 1, 3, 5, 7, 9, 11, 11A, 15, 17, 19,21, 25 (ehemals: Hammersteinweg) | Kavalier Scharnhorst                  | Festungsbauwerk Kavalier I „Scharnhorst“ der Festung Magdeburg südlich der Altstadt an der Elbe, 2023 aus dem Denkmalverzeichnis gestrichen.                                                                                    | 094 06401          | Baudenkmal                   | Kavalier Scharnhorst            |
| Kavalier Scharnhorst (ehemals Hammersteinweg)                                            | Festungsbauwerk                       | Festungsbauwerk | 094 06401 001      | Teilobjekt eines Baudenkmals |                                 |
| Kavalier Scharnhorst (ehemals Hammersteinweg)                                            | Festungsbauwerk                       | Festungsbauwerk | 094 06401 002      | Teilobjekt eines Baudenkmals |                                 |
| Kavalier Scharnhorst (ehemals Hammersteinweg)                                            | Festungsbauwerk                       | Festungsbauwerk | 094 06401 003      | Teilobjekt eines Baudenkmals |                                 |
| Kavalier Scharnhorst (ehemals Hammersteinweg)                                            | Festungsbauwerk                       | Festungsbauwerk | 094 06401 004      | Teilobjekt eines Baudenkmals |                                 |
| Kavalier Scharnhorst (ehemals Hammersteinweg)                                            | Festungsbauwerk                       | Festungsbauwerk | 094 06401 005      | Teilobjekt eines Baudenkmals |                                 |
| Kavalier Scharnhorst (ehemals Hammersteinweg)                                            | Festungsbauwerk                       | Festungsbauwerk | 094 06401 006      | Teilobjekt eines Baudenkmals |                                 |
| Kreuzgangstraße 5 (Karte)                                                                | Wohnhaus Kreuzgangstraße 5            | Wohnhaus ehemalige Kurie des Nikolaistifts, Fachwerkhaus von 1506, im Zweiten Weltkrieg zerstört |                    | Baudenkmal                   | Weitere Bilder                  |
| Kreuzgangstraße 7 (Karte)                                                                | Wohnhaus Kreuzgangstraße 7            | Wohnhaus zweigeschossiges Gebäude von 1723, lange als Gasthaus genutzt, im Zweiten Weltkrieg zerstört |                    | Baudenkmal                   | Wohnhaus Kreuzgangstraße 7      |
| Kreuzgangstraße 10 (Karte)                                                               | Wohnhaus Kreuzgangstraße 10           | Wohnhaus erbaut 1724, im Zweiten Weltkrieg zerstört |                    | Baudenkmal                   | Wohnhaus Kreuzgangstraße 10     |
| Kreuzgangstraße 11 (Karte)                                                               | Wohnhaus Kreuzgangstraße 11           | Wohnhaus zweigeschossiges Gebäude aus dem Jahr 1728, im Zweiten Weltkrieg zerstört |                    | Baudenkmal                   | Wohnhaus Kreuzgangstraße 11     |
| Leiterstraße 20                                                                          | Zum König von Preußen                 | erbaut 1719, im Zweiten Weltkrieg zerstört |                    | Baudenkmal                   |                                 |
| Neustädter Straße 6, in der Wallonerkirche aufgestellt (Karte)                           | Telemannglocke                        | Glocke 1683 gegossene Glocke, bei Gerling als Denkmal geführt, im aktuellen Denkmalverzeichnis jedoch nicht enthalten |                    |                              | Weitere Bilder                  |
| Otto-von-Guericke-Straße (Karte)                                                         | Stadttheater Magdeburg                | Theater beim Luftangriff vom 16. Januar 1945 schwer beschädigt, später abgerissen |                    | Baudenkmal                   | Weitere Bilder                  |
| Ratswaageplatz 1, 2, 3, 4 (Karte)                                                        | Hotel Ratswaage                       | Verwaltungsgebäude jetzt als Hotel genutzt, zumindest seit 2009 nicht mehr als Denkmal geführt | 094 70016          | Baudenkmal                   | Hotel Ratswaage                 |
| Regierungsstraße 2 (Karte)                                                               | Wohnhaus Regierungsstraße 2           | zweigeschossiges Wohnhaus, erbaut 1723, im Zweiten Weltkrieg zerstört |                    | Baudenkmal                   | Wohnhaus Regierungsstraße 2     |
| Regierungsstraße 3 (Karte)                                                               | Wohnhaus Regierungsstraße 3           | erbaut 1723, im Zweiten Weltkrieg zerstört |                    | Baudenkmal                   | Wohnhaus Regierungsstraße 3     |
| Schleinufer                                                                              | Eisenbahnanlage                       | zumindest seit 2009 nicht mehr als Denkmal geführt | 094 76760          | Baudenkmal                   |                                 |
| Schleinufer                                                                              | Eisenbahnanlage                       | zumindest seit 2009 nicht mehr als Denkmal geführt | 094 76762          | Baudenkmal                   |                                 |
| Schleinufer 24m                                                                          | Brauereigebäude Niederlage Allendorff | Lager, genehmigter Abbruchantrag aus dem Jahr 2005 | 094 70730          | Baudenkmal                   |                                 |
| Schwibbogen 7 (Karte)                                                                    | Zum güldenen Hammer                   | dreigeschossiger Barockbau, erbaut zwischen 1721 und 1725, im Zweiten Weltkrieg zerstört |                    | Baudenkmal                   | Zum güldenen Hammer             |
| Steinstraße 1 (Karte)                                                                    | Zur Jagd                              | erbaut nach 1722, im Zweiten Weltkrieg zerstört |                    | Baudenkmal                   | Zur Jagd                        |
| Stephansbrücke 15 (Karte)                                                                | Wohnhaus Stephansbrücke 15            | Wohnhaus zweigeschossiger, neunachsiger Bau, erbaut im 18. Jahrhundert, im Zweiten Weltkrieg zerstört |                    | Baudenkmal                   | Wohnhaus Stephansbrücke 15      |
| Stephansbrücke 23                                                                        | Stephansbrücke 23                     | erbaut um 1760, im Zweiten Weltkrieg zerstört |                    | Baudenkmal                   |                                 |
| Sternstraße 2, Flur: 153, Flurstück: 364/1 (Karte)                                       | Haus Fritze                           | Wohnhaus, 2014 abgerissen | 094 82852          | Baudenkmal                   | Haus Fritze                     |
| Sternstraße 12                                                                           | Sternstraße 12                        | Abbruch für geplanten Neubau einer Tankstelle, genehmigter Abbruchantrag aus dem Jahr 1993 |                    | Baudenkmal                   |                                 |
| Tischlerkrugstraße 10                                                                    | Tischlerkrugstraße 10                 | erbaut im 18. Jahrhundert, im Zweiten Weltkrieg zerstört |                    | Baudenkmal                   |                                 |
| Tränsberg 37 (Karte)                                                                     | Brauhaus Zum schwarzen Adler          | Brauhaus vermutlich 1650 entstandenes Gebäude mit einem aufwändig gestalteten Portal aus dem Jahr 1666, früher Industriestandort, 1896 zur Verbreiterung der Jakobstraße abgerissen                                             |                    | Baudenkmal                   | Brauhaus Zum schwarzen Adler    |
| Warthe 3 (Karte)                                                                         | Wohnhaus Warthe 3                     | romanisches Wohnhaus, bei Luftangriff im Jahr 1945 beschädigt, später abgerissen |                    | Baudenkmal                   | Wohnhaus Warthe 3               |
| Weinfaßstraße 2                                                                          | Weinfaßstraße 2                       | erbaut vermutlich im Jahr 1683, im Zweiten Weltkrieg zerstört |                    | Baudenkmal                   |                                 |
| Werftstraße 39 (Karte)                                                                   | Neuer Packhof                         | Wirtschaftsgebäude, bei Luftangriff 1945 schwer beschädigt, später abgerissen |                    | Baudenkmal                   | Neuer Packhof                   |
| Werftstraße 40 (Karte)                                                                   | Alter Packhof                         | Wirtschaftsgebäude, bei Luftangriff 1945 schwer beschädigt, später abgerissen |                    | Baudenkmal                   | Alter Packhof                   |

Darüber hinaus bestand die heute denkmalgeschützte Immermann-Gedenktafel am Geburtshaus des Dichters Karl Leberecht Immermann in der Großen Klosterstraße 18. Nach der Zerstörung des Hauses im Zweiten Weltkrieg wurde die Tafel geborgen und später an der Immermannstraße 18 in Stadtfeld Ost neu angebracht.

## Legende
In den Spalten befinden sich folgende Informationen:
- Lage: Nennt den Straßennamen und wenn vorhanden die Hausnummer des Kulturdenkmals. Die Grundsortierung der Liste erfolgt nach dieser Adresse. Der Link „Karte“ führt zu verschiedenen Kartendarstellungen und nennt die geographischen Koordinaten.
Link zu einem Kartenansichtstool, um Koordinaten zu setzen. In der Kartenansicht sind Baudenkmale ohne Koordinaten mit einem roten bzw. orangen Marker dargestellt und können in der Karte gesetzt werden. Baudenkmale ohne Bild sind mit einem blauen bzw. roten Marker gekennzeichnet, Baudenkmale mit Bild mit einem grünen bzw. orangen Marker.
- Offizielle Bezeichnung: Nennt den Namen, die Bezeichnung oder zumindest die Art des Kulturdenkmals und verlinkt, soweit vorhanden, auf den Artikel zum Objekt.
- Beschreibung: Nennt bauliche und geschichtliche Einzelheiten des Kulturdenkmals, vorzugsweise die Denkmaleigenschaften.
- Erfassungsnummer: Für jedes Kulturdenkmal wird in Sachsen-Anhalt eine 20stellige Erfassungsnummer vergeben. Die letzten zwölf Ziffern werden für die Untergliederung nach Teilobjekten genutzt und werden nur angegeben, soweit vergeben. In dieser Spalte kann sich folgendes Icon  befinden, dies führt zu Angaben zu diesem Baudenkmal bei Wikidata.
- Ausweisungsart: Die Einordnung des Denkmales nach § 2 Abs. 2 DenkmSchG LSA
- Bild: Ein Bild des Denkmales, und gegebenenfalls einen Link zu weiteren Fotos des Kulturdenkmals im Medienarchiv Wikimedia Commons. Wenn man auf das Kamerasymbol klickt, können Fotos zu Kulturdenkmalen aus dieser Liste hochgeladen werden: